# Salomo Sachs

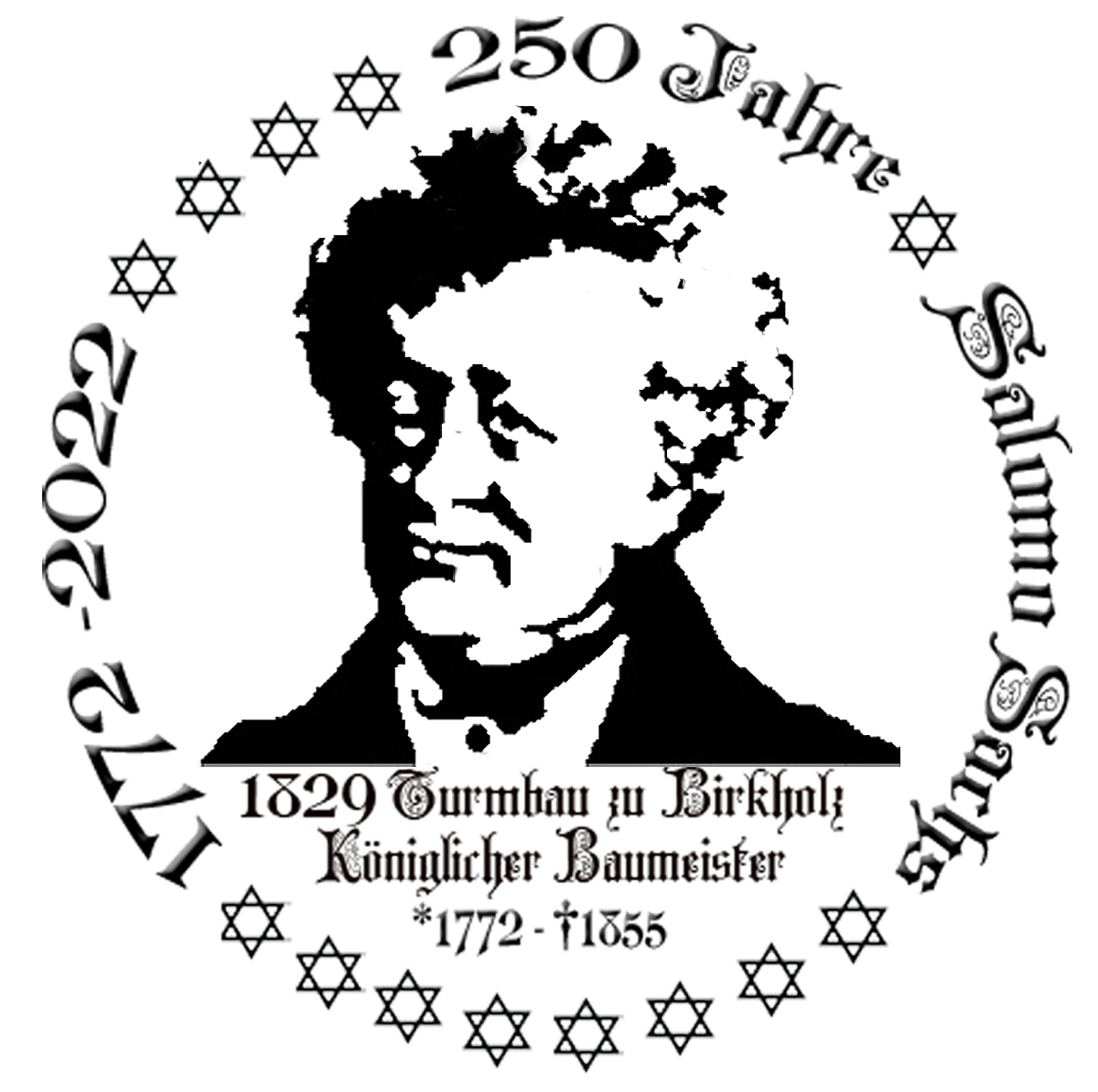
Stempelentwurf 250 Jahre Salomo Sachs im Jahr 2022 zum Gedenken an den Regierungsbauinspektor und seinen Turmbau 1829 zu Birkholz (Bernau bei Berlin)

Salomo Sachs (hebräisch זקס שְׁלֹמֹה Šəlomoh Sachs, geboren am 22. Dezember 1772 in Berlin; gestorben am 14. Mai 1855 ebenda) war ein jüdisch-preußischer Regierungsbauinspektor, Architekt, Astronom, Baubeamter, Mathematiker, Zeichenlehrer für Architektur, Lehrer für Maschinenzeichnungen, Sachverständiger, Bauökonom, Schriftsteller, Spieleautor, Sach- und Schulbuchautor und Universalgelehrter. Er und sein Vetter Major Meno Burg waren die einzigen Männer im preußischen Staatsdienst, die ihrem jüdischen Glauben nicht abgeschworen hatten. Vor Sachs hatte in geringem Ausmaß der Oberhofbankier Isaak Daniel Itzig Aufgaben in der preußischen Hofbauverwaltung übernommen.

## Leben
Sachs war Sohn des Lotterieeinnehmers und Schutzjuden Joel Jacob Sachs (geboren am 30. Juli 1738 in Berlin; gestorben am 18. April 1820 in Berlin) und dessen zweiter Ehefrau Esther Sachs (ca. 1746–1813), Tochter des Daniel Hirsch (unbekannt – 1784). Aus der ersten Ehe des Vaters mit Frommet geb. Libschitz (geboren 1743; gestorben am 6. September 1766) gingen zwei Halbgeschwister von Salomo hervor. Sein Vater war Vorsteher des Vereins Bedek Habajith der Jüdischen Gemeinde Berlins („Die Schäden des Hauses“; „Instandhaltung des Gebäudes“ hebräisch תחזוקת הבניין hier „Bauunterhaltung“)

## Ausbildung und Qualifikation

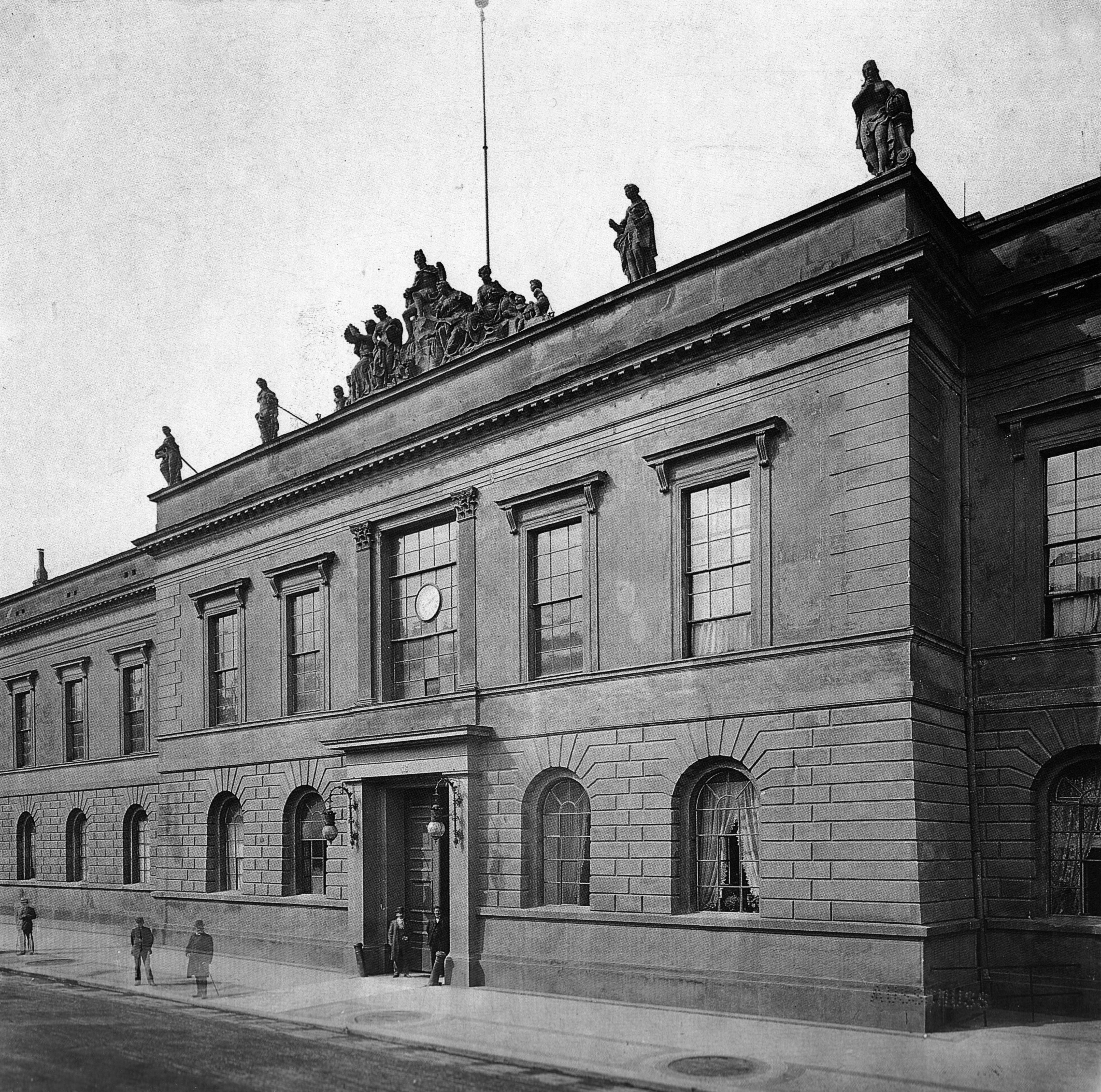
1790–1809 Königliche Akademie der bild. Künste und mech. Wissenschaften

Im Alter von 18 Jahren studiert er von 1790 bis 1792 Baukunst und Zeichnen an der Königlichen Akademie der bildenden Künste und mechanischen Wissenschaften in Berlin. Am 9. Dezember 1792 erfolgte seine Vereidigung als Eleve beim Oberhofbauamt in Berlin, sein Lehrer und Vorgesetzter im Dienst war der Königliche Oberhofbaurat und Geheime Kriegsrat Friedrich Becherer.

„Ich wurde auf Grund meiner Probe-Arbeiten mit dem jetzigen Mit-Director der Königl. Ministral-Bau-Commission, Regierungs- und Baurath Mandel zugleich in Eid und Pflicht genommen. Er, der Christ und ich, der Jude, legten gemeinschaftlich unsern Amtseid in die Hände des Justiziarius des Königl. Ober-Hof-Bau-Amts, Herrn Justiz-Raths Troschel, ab. Zu gleicher Zeit sprachen wir zusammen eine und dieselbe Eidesformel aus, deren Schluß nur verschieden lautete. Da war hinsichtlich meiner von keinem jüdischen Gelehrten, von keinem jüdischen Zeugen, von keinem Händewaschen, Anlegen des Gebetsmantels etc., auch von keiner Synagoge die Rede.“

Zu diesem Zeitpunkt regierte Friedrich Wilhelm II., der mit der Privilegierung von einigen wenigen jüdischen Familien und Persönlichkeiten, zum Beispiel Liepmann Meyer Wulff, Familie Itzig, Familie Ephraim (Benjamin Veitel Ephraim), Familie Mendelssohn in den Städten wie Berlin, sogenannte „Adelsbürger“ (Begriff nach Jacob Toury) schuf. Durch das Wohlwollen des Königs wurde auch Sachs Laufbahn erst ermöglicht.

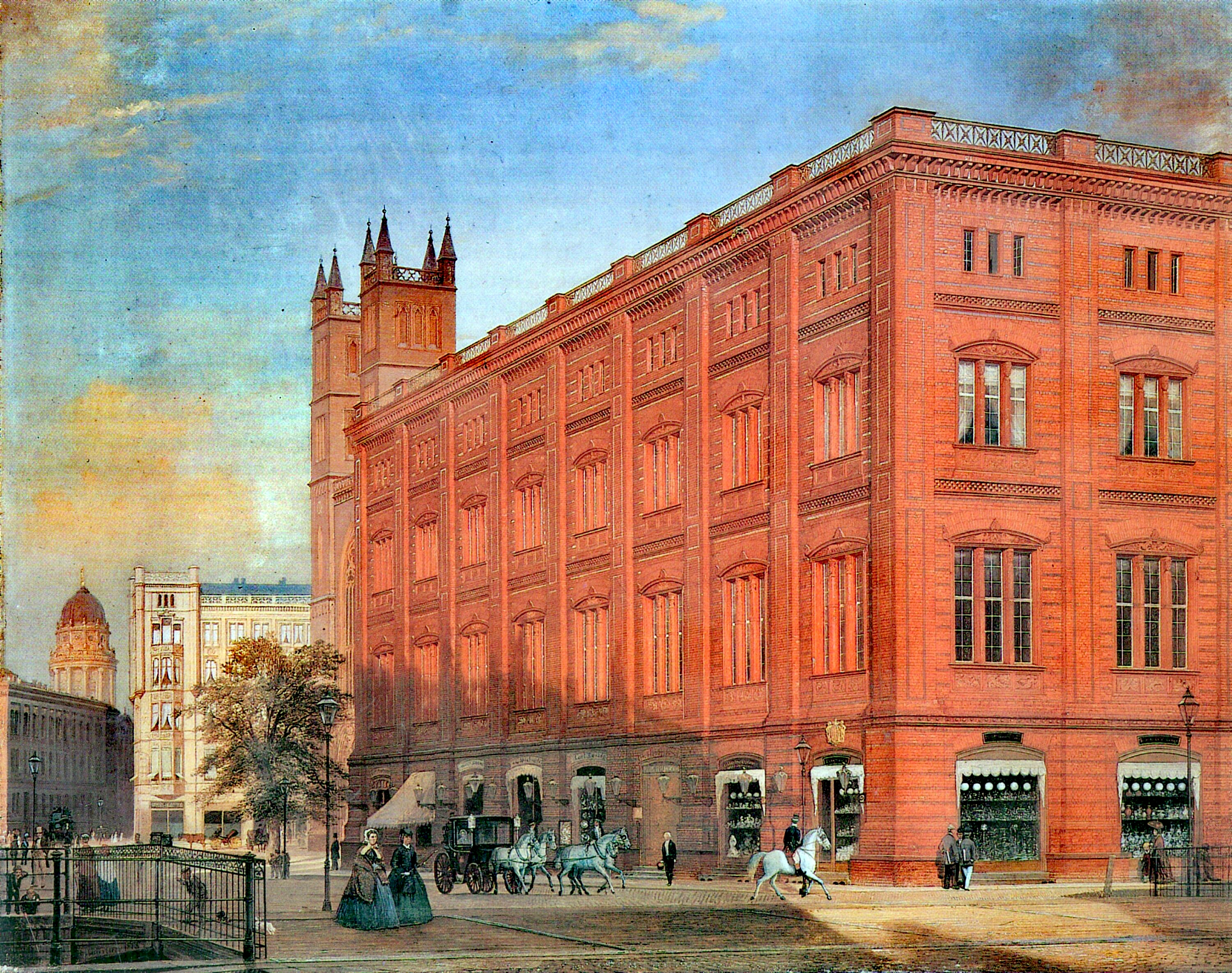
Berliner Bauakademie

Am 1. Juli 1794 erlangte Sachs das Patent zum Ober-Hof-Bau-Konducteur und am 26. September 1799 zum Ober-Hof-Bau-Inspektor beim Oberhofbauamt. Während seiner Ausbildung gehörte auch Johann Albert Eytelwein zu seinen Lehrern, dem er 1827 sein Werk Vollständiger Unterricht in der Anfertigung der Baubeschläge widmete. Als Bauinspektor übernahm er die Führung der Baupolizei in seinem Departement und den Vorsitz der Prüfungskommission der Baugewerksmeister.
Im Zeitraum 1790 bis 1796 plante man das Grundstück im Bereich Molkenmarkt 1 für den Bau der neuen Stadtvogtei vorzusehen. Von Mitgliedern des Oberhofbauamts wurden dazu Projekte entworfen und 1791 unter Leitung von Paul Ludwig Simon und Friedrich Gilly mit dem Bau begonnen. Salomo Sachs hatte, nicht amtlich aufgefordert, dazu zwei Fassaden entworfen. Es waren die Fassaden des Portals und die Front zur Spreeseite, diese nahm die Behörde sehr wohlwollend auf, zur Ausführung kamen und für die er seine erste öffentliche Anerkennung erhielt. Die Akademie der Künste und der mechanischen Wissenschaft gab seit 1786 den Katalog zur jährlich stattfinden Akademieausstellung heraus. In den Folgejahren wurde der Zweijahresrhythmus eingeführt. Hier wollte man sich für das Berliner Publikum von den anderen Akademien in Kassel und Dresden abheben. In den Jahren 1786 bis 1816 nahmen hauptsächlich architektonische Modelle und Entwürfe nach antiken Vorbildern Raum ein. Einen hohen Anteil an den Einsendungen hatten die Akademieschüler und jüngeren Kondukteure. 1794 konnten Johann Carl Gottlieb Schlaetzer, Salomo Sachs, August Ferdinand Mandel (1771–1846), Johann Georg Moser und Paul Ludwig Simon ihre Entwürfe zu Kirchen, Gefängnissen, einem Schauspielhaus und Jagdschloss, Land- und Bürgerhäusern, Gartenhäusern und Totengrüften in die Ausstellung und den Katalog einbringen. 1798 entwarf Sachs für die Gesellschaft der Freunde eine Leichenhalle, die aber aus finanziellen Gründen nicht zur Ausführung kam. Von 1799 bis 1806 lehrte er als Zeichenlehrer für Architektur und Lehrer für Maschinenzeichnungen an der am 6. Juli 1799 von König Friedrich Wilhelm III. neu gegründeten Bauakademie. Im Jahre 1803 wohnte Sachs in der Friedrichstraße Nr. 58 (Lage) und im Jahre 1805 in der Münzstraße Nr. 22 (Lage).

## Das Projekt Neue Wache in Berlin und der Beginn des Krieges
Kurz vor dem Beginn des französischen Krieges erhielt 1806 das Collegium der Bauakademie von oberster Stelle den Auftrag, Pläne für den Umbau der Opern-Brücke mit in der Nähe liegenden Wache und dem Aufbau einer massiven Hunde-Brücke auszuarbeiten und einzureichen. Hier waren die älteren und höherstehenden Beamten des Collegiums gefragt, beispielsweise Johann Heinrich Gentz. Salomo Sachs als junger Beamter war so fasziniert von dieser Aufgabe, dass er eigene Zeichnungen, Ideen und Entwürfe ganz in Stille erarbeitete. Er legte sie seinem Lehrer dem Geheimerath Becherer vor, der die Zeichnungen zur Prüfung einreichte. Gegen alle Prachtzeichnungen der Spezialisten gewannen seine Entwürfe der Schloss-Brücke und der Neuen Wache den Preis. Aloys Hirt der zur Prüfungskommission gehörte, sprach sich besonders lobend über Sachs Entwürfe aus. Durch den Beginn des Krieges verzögerten sich die Pläne.

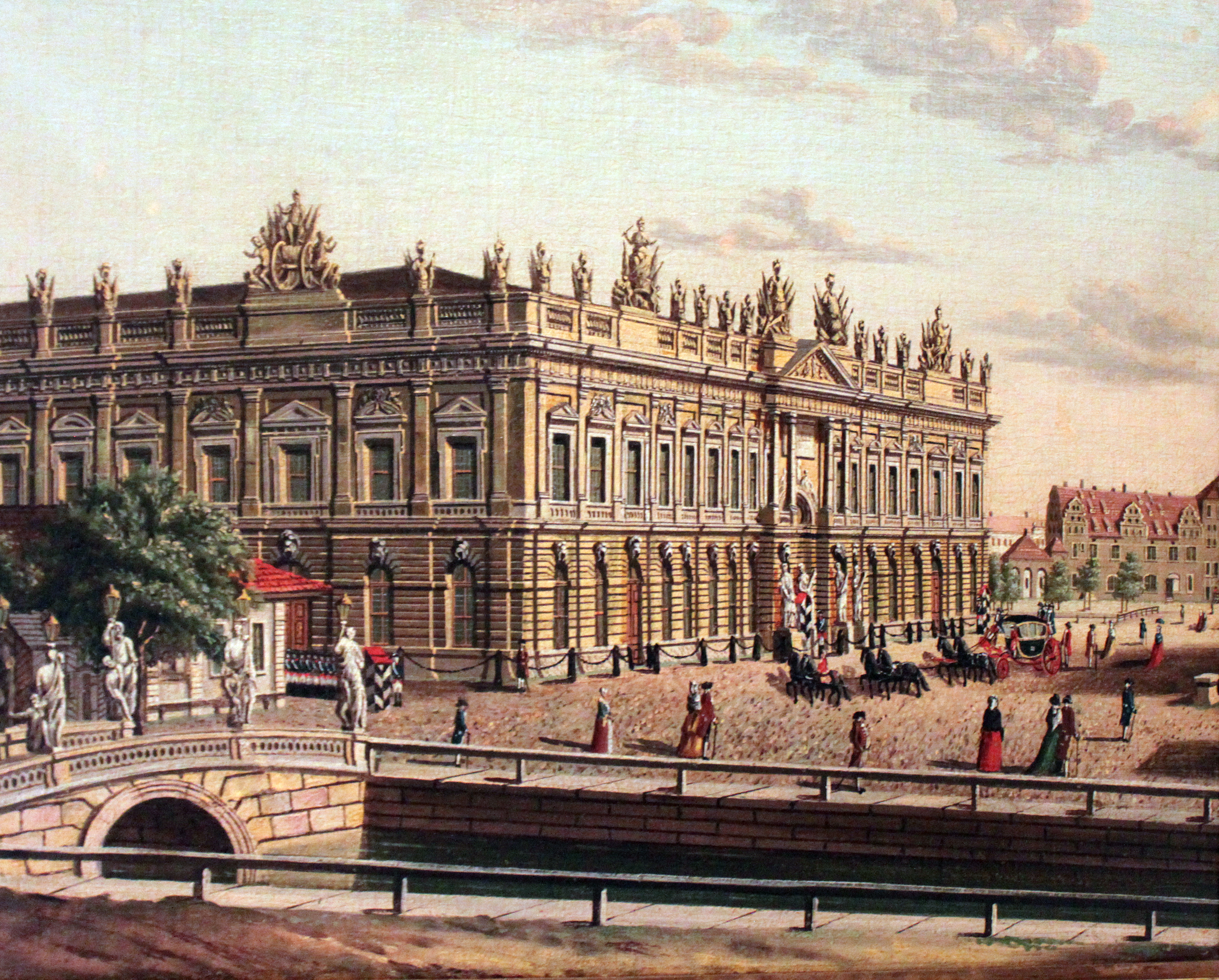
Gemälde von Carl Traugott Fechhelm, 1785: Zeughaus, vorne die alte Opernbrücke
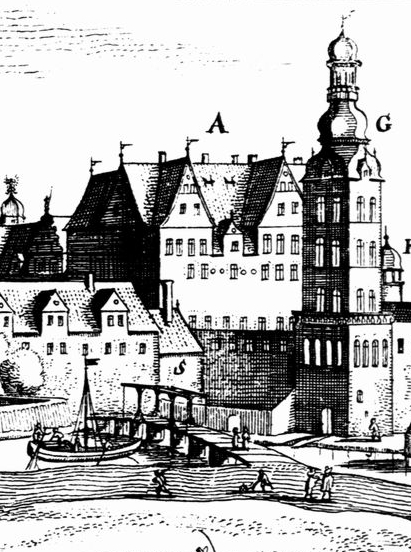
Hundebrücke auf einem Stich von Matthäus Merian, 1652
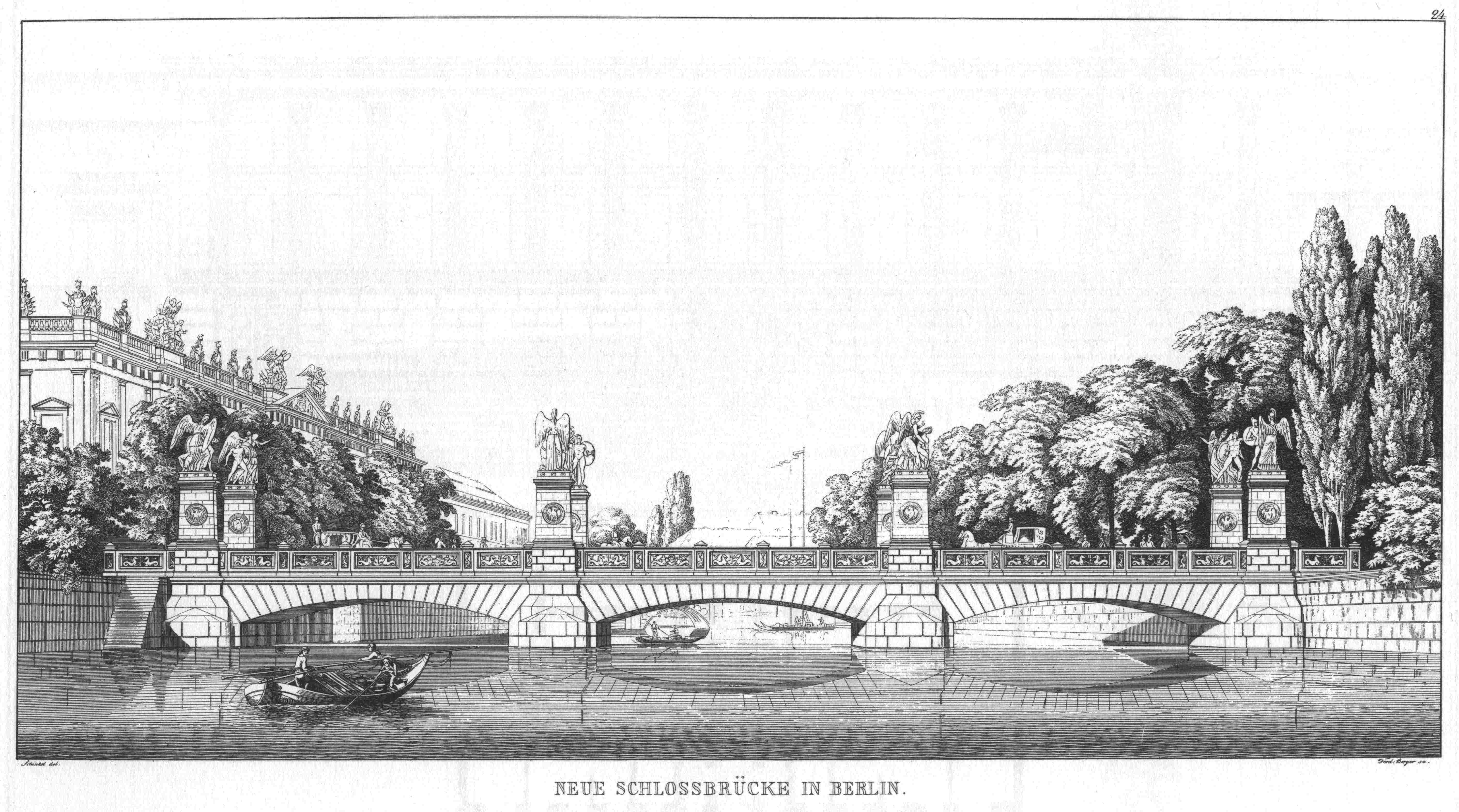
Schloßbrücke auf einer Zeichnung von Karl Friedrich Schinkel aus der Sammlung architektonischer Entwürfe
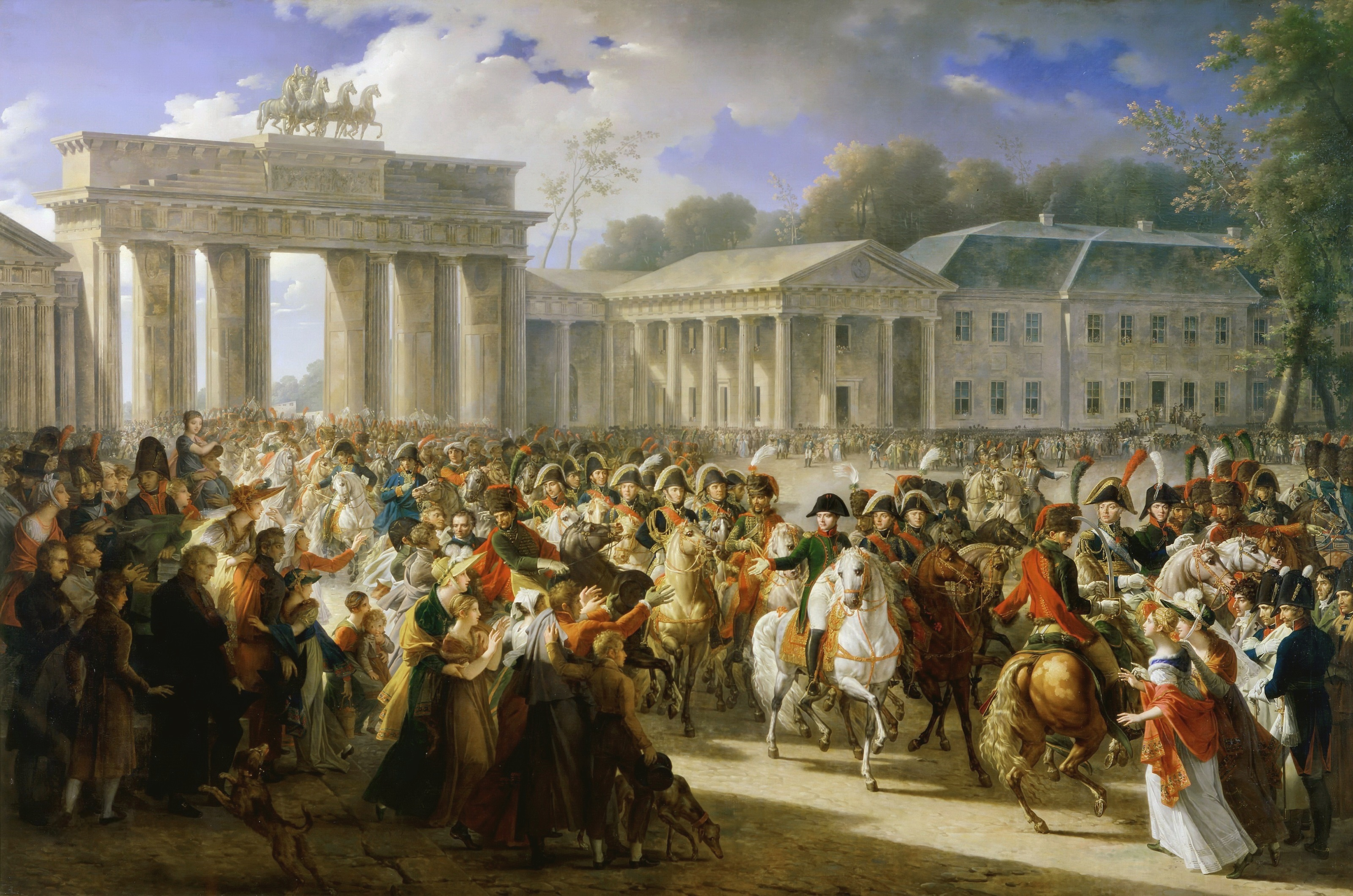
Charles Meynier – Einzug Napoleons in Berlin am 27. Oktober 1806

## Die Koalitionskriege und der Befreiungskrieg 1813–1815 und die Suche nach neuen Aufgaben

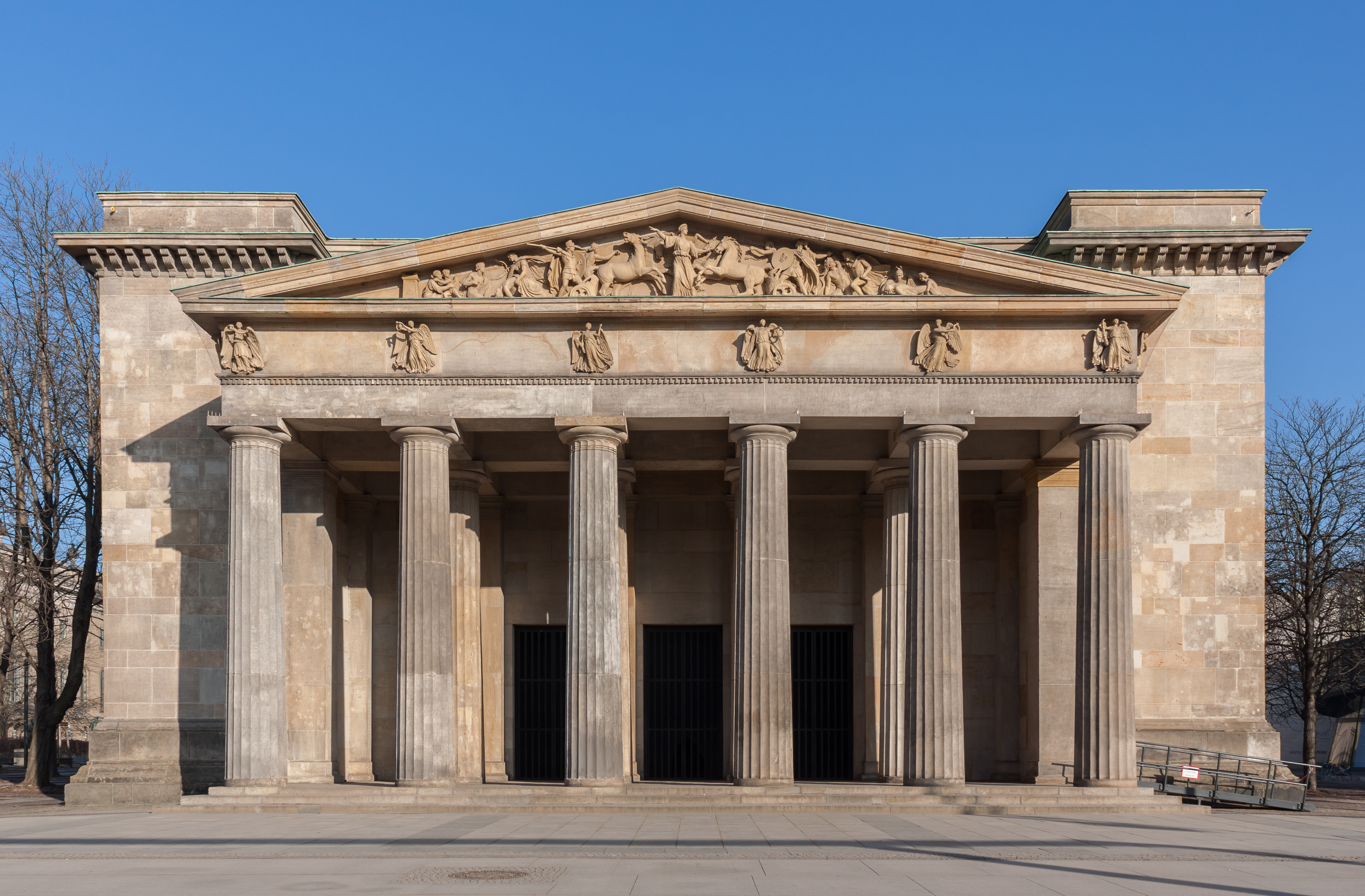
Ansicht der Neuen Wache von der Straße Unter den Linden. Architekten Salomo Sachs (Architektonischer Entwurf 1806) und Friedrich Schinkel (Adaptierter Entwurf und Ausführung 1816)

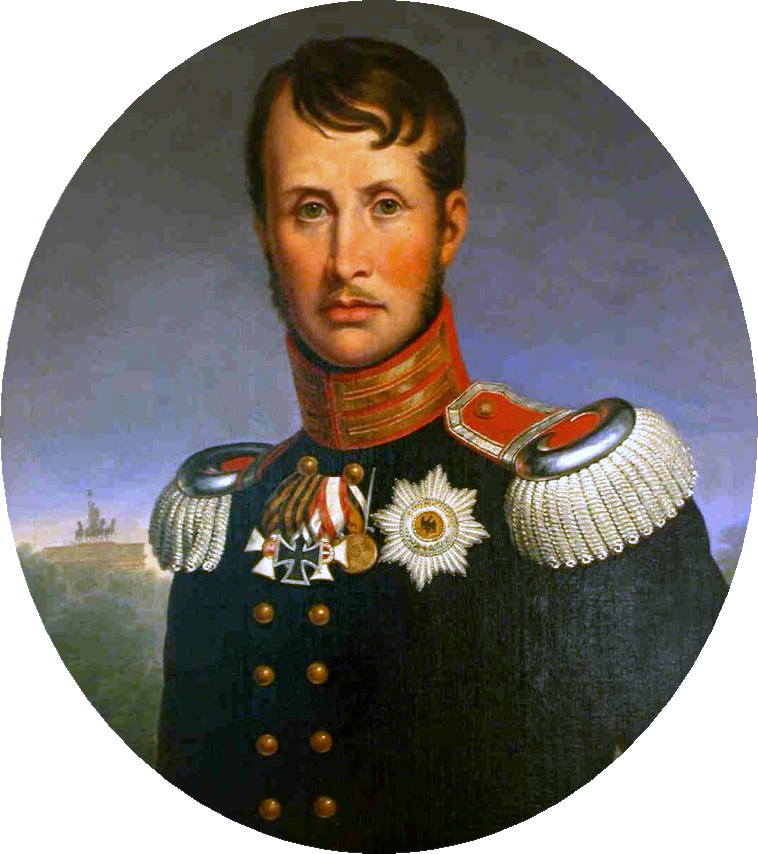
Friedrich Wilhelm III von Preußen

Nach dem verlorenen Krieg fiel die Finanzierung von Bauakademie und Oberhofbauamt den staatlichen Sparmaßnahmen zugunsten der Kontributionen an Frankreich zum Opfer und Sachs verlor seine Anstellung. Von der Regierung bezog er von 1808 bis 1816 Wartegeld.
Erst nach Kriegsende wurde der Plan durch Friedrich Schinkel wieder aufgenommen, aber jetzt mit seinen Adaptierungen umgesetzt. Da der Entwurf Schinkels die Neue Wache nicht in einer Linie mit der Universität vorsah, zeigte seine Planzeichnung von 1816 die Neue Wache um wenige Meter hinter dieser Flucht. Nach Vorlage der Zeichnung beim König, wurde sie von Friedrich Wilhelm III. selbst mit Bleistift korrigiert und in Flucht zur Universität und mittig zwischen dieser und dem Zeughaus gesetzt. (siehe Planzeichnung: Landesarchiv Berlin, Pr.Br.Rep.042 1817, 1820, 1821 Karten, Bleistiftkorrektur des Friedrich Wilhelm III.)
Es kann somit vermutet werden, dass sich die Ausführung der Neuen Wache, auf Wunsch des Königs, an dem gekürten Wettbewerbsentwurf (Akademieausstellung im Jahre 1806 in Berlin) von Salomo Sachs orientieren sollte.
Salomo Sachs merkte erst 1842 in seiner Autobiografie an, dass besonders die neue Wache seinen Grundentwürfen glich, ausgenommen der meisterlichen Ausschmückungen des Gebäudes durch Schinkel.

„Hierbei kann ich nicht zu bemerken unterlassen, wie die Grundzüge von der Bauanlage zur neuen Wache, wie sie jetzt da steht, mit den meinigen übereinstimmen.
Zuvörderst nämlich hatte ich dieses Gebäude nicht mit dem Zeughause, sondern mit der Universität in Flucht gestellt, auch bestand die Eigentümlichkeit meiner Construction darin, daß die Facade eigentlich aus der Hinterfront (hohen Wand) gebildet war, indem das Dach nur nach hinten seinen Abfall haben sollte. Ferner darin, daß zwei kurze Seitenflügel, welche nach hinten eine Blendungs-Mauer mit einander verband, und die einen kleinen Hof einschlossen, dergestalt angebracht waren, daß das Ganze ein abgeschlossenes Viereck vorstellte. Endlich war die Facade mit 6 dorischen Säulen und zu beiden Seiten mit zwei Pavillons dekorirt.
Diesen Vergleich, den ich hier zwischen der Schinkelschen Ausführung und meinem früherem Projekte eines und desselben Gebäudes anzustellen wage, wird mir hoffentlich Niemand verargen, da hierbei von der meisterhaften äußeren Ausschmückung des Gebäudes durch Schinkel nicht die Rede ist, und es sich hier nur von der Aptirung und der Construction desselben handelt.“

### Das fliegende Adressenregister und die Kommunalsteuer
Sachs erstellte 1812 den ersten vollständigen Allgemeinen Straßen und Wohnungs-Anzeiger für die Residenzstadt Berlin. Es war ein bahnbrechendes Werk auch für zukünftige Adressbücher, selbst im Ausland fand dieses Meisterwerk seine Abnehmer. Der König bestellte 4 Exemplare und der Staatskanzler Karl August Fürst von Hardenberg orderte 12 Exemplare. Die Polizeireviere orderten auch, da die Kartenpläne und Adressen sehr genau waren. Leider verhinderte der Beginn des zweiten französischen Krieges damit ein gutes finanzielles Auskommen für ihn. So eröffnete sich aber durch das Adresswerk eine andere Möglichkeit, da der Geheime Staatsrath Friedrich August von Staegemann Vorstand der Finanzpartei sich gerade mit der Organisation der Vermögenssteuer beschäftigte, war die Idee eines fliegenden Catasters geboren. Sachs eröffnete für die Bewältigung dieser Aufgabe ein Büro, um mit dem geringsten Personal die Kontrolle über die Steuerpflichtigen zu erlangen. Berlin wurde dabei in 12 Steuerreviere geteilt, wovon jedem Revier, per Formular, die Informationen über Aufenthaltsveränderungen der Bürger jeden Tag zugingen und stündlich aktualisiert wurden. So entstanden auch die ersten Einwohnermeldeämter und bei jedem Polizeirevier der Residenzstadt Berlins wurden polizeirelevante Teile des fliegenden Catasters aufgestellt und genutzt. Vom Geheimen Oberfinanzrat von Staegemann erhielt Sachs den Auftrag, Vorschläge zu machen, um dem Staat Einnahmen von einigen Millionen Talern durch eine geeignete Steuer zu erbringen. Sein Vorschlag führte zur noch heute gültigen Kommunalsteuer und wurde damals erstmals als Mieth-Steuer-Abgabe umgesetzt.

### Die Einquartierungsbehörde

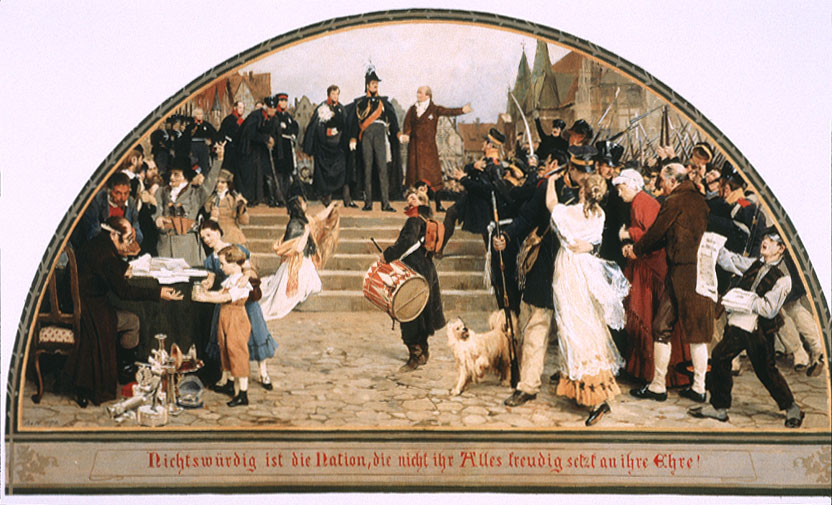
Die nationale Erhebung 1813 (1870, Anton von Werner)

1813 musste die Einquartierungsbehörde einer Reorganisation unterzogen werden, da durchziehende russische Truppen von Mietern und Hauseignern aufgenommen und auch verköstigt werden mussten. Das stellte eine unerträgliche Kriegslast dar und es kamen viele Beschwerden über die rücksichtslose Verteilungspraxis des Staates auf.
Am 15. März 1813 wurde auf oberste Kabinettsorder vom König Friedrich Wilhelm III., der zu dieser Zeit im schlesischen Breslau weilte, aus militärstrategischen Beweggründen zur Führung des Krieges gegen Frankreich das gesamte preußische Gebiet zwischen der Elbe und der russischen Grenze in vier Militärgouvernements (1813–1815) eingeteilt. Gleichzeitig erfolgte auch die Auflösung der am 20. Januar 1813 gegründeten Oberregierungskommission in Berlin und die am 24. April 1812 geschaffene Generalkommission für das Einquartierungs-, Verpflegungs- und Marschwesen.
Die königliche Order nach Berlin, das 1. Militärgouvernement zwischen Elbe und Oder zu gründen, ging an Militärgouverneur Generalleutnant Anton Wilhelm von L’Estocq und Zivilgouverneur und Geheimen Staatsrat Dr. Johann August Sack. Sie sollten geeigneten Maßnahmen und Lösungen für die durchziehenden Truppen und deren Einquartierungen finden.
Diese wichtige Behörde betraute Sachs mit dieser Aufgabe. Ihm wurden Mitarbeiter unterstellt und ein Raum im Köllnischen Rathaus zugeteilt, was er als Kontrollbüro einrichtete. Dort waren er und seine Kollegen Ansprechpartner für Anfragen, Beschwerden, Reklamationen und Erarbeitung eines gerechten Einquartierungsystems für die Bürger.
Die zu bewältigenden Größenordnungen beliefen sich im März 1813 auf täglich 13300 Soldaten und 4000 Pferde des russischen Militärs und 8100 Soldaten und 1000 Pferde der preußischen Armee. Im Juli erreichten die Einquartierungen ein Maximum von 18000 preußischen Soldaten, 2000 Gefangenen und 5500 Kranken. Salomo hatte die geniale Lösung gefunden mit einem Wertbonsystem (Papiergeld), dass nach Ende des Krieges ausgezahlt werden würde. Jeder, der sich innerhalb von 24 Stunden nach Ausquartierung meldete und sein Quartierungs-Billet abgab, bekam diese Bons. So konnte dieses gerechte System installiert werden und mit seinen vielen Mitarbeitern löste Sachs diese Aufgabe zu aller Zufriedenheit.

## Ringen um Wiedereinstellung in den preußischen Staatsdienst

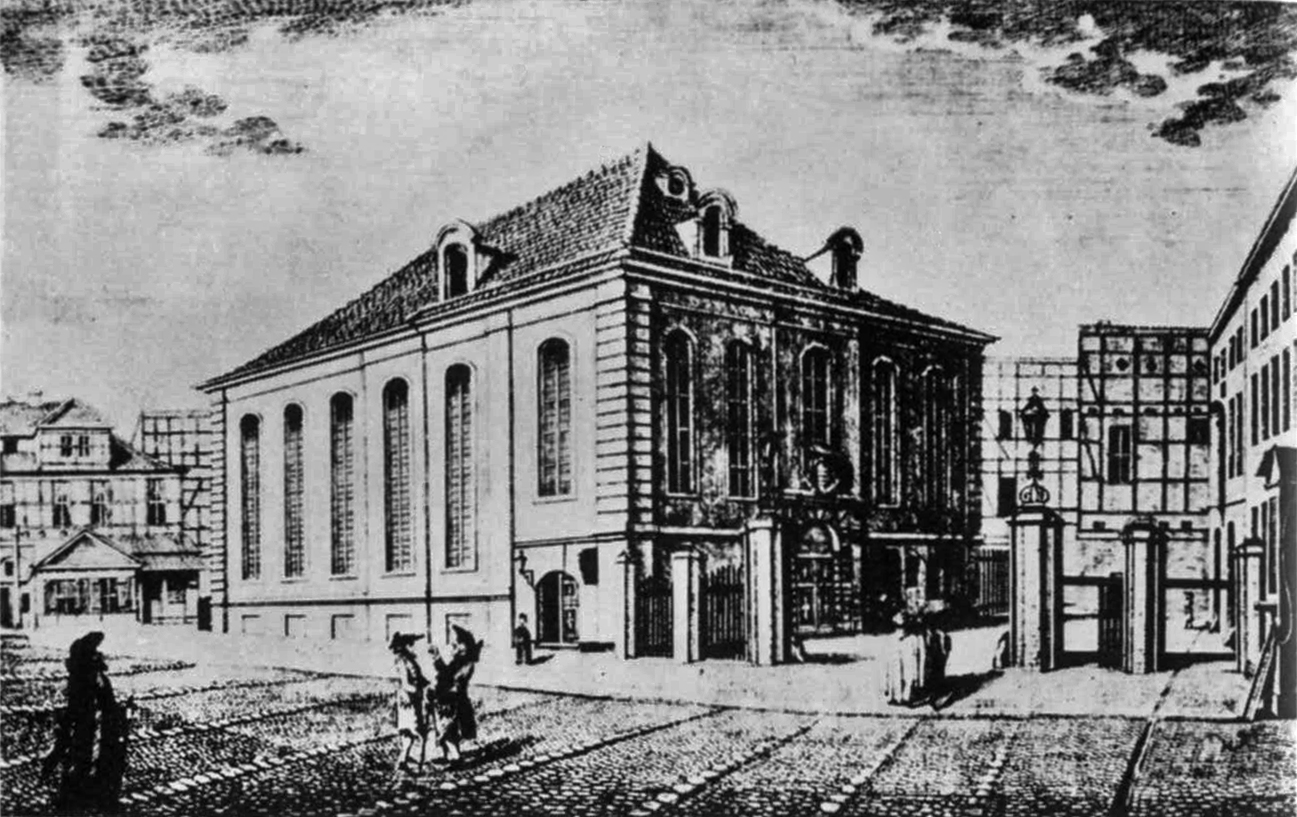
Alte Synagoge, Radierung von Friedrich August Calau

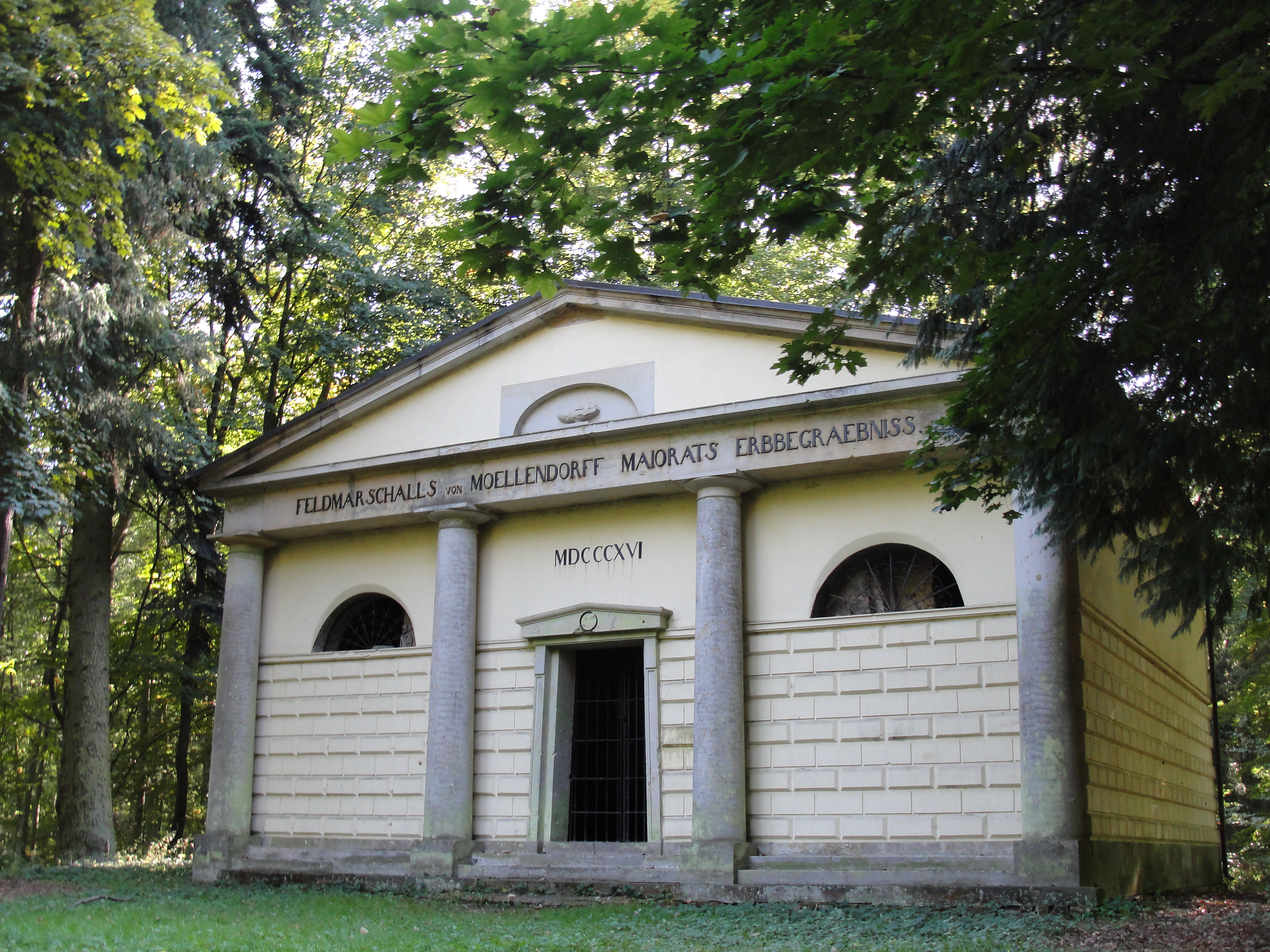
Erbbegräbnis Möllendorff in Gadow (Lanz) von 1816, Architekt Salomo Sachs

Nach einem eigens erstelltem Gutachten von 23. September 1815 für die jüdische Gemeinde Berlins, nach einem Nässeschaden an der Kuppel der Alten Synagoge, hatte Sachs Bauzeichnungen gefertigt.
Am 7. April 1816 bat Sachs den König um seine Wiederanstellung. Dieses Gesuch wurde abgelehnt auf Grund der Judenedikte §9 von 1812. Seine zweite Bittschrift vom 24. April 1816 führte aber über den König, der die Ausnahme von der Regel zuließ und durch Verkündung der allerhöchsten Kabinettsorder vom 29. April 1816, durch Kabinettsrat Albrecht zum Erfolg. Sachs lebte zu diesem Zeitpunkt in der Markgrafenstraße Nr. 49 (Lage) und war Nachbar von Abraham Mendelssohn Bartholdy.
Im selben Jahr erstellte er die Planung für das Mausoleum im Schlosspark Gadow für den preußischen Generalfeldmarschall Wichard Joachim Heinrich von Moellendorff (1724–1816) unweit des Schlosses Gadow (Lage). Heute spricht man von einem kunsthistorisch bedeutenden Bau seiner Stilepoche und gehört somit zu den herausragenden klassizistischen Denkmalen der Prignitz und der Region Nordwestbrandenburg.

## Versetzung nach Marienwerder in Westpreußen
In den Jahren 1816 bis 1820 arbeitete er als Cameral-Baumeister (Land-Bau-Meister) bei der Königlichen Regierung im Regierungsbezirk Marienwerder unter Führung des damaligen Regierungspräsidenten Theodor Gottlieb von Hippel (1775–1843). 
Mit der Grundsteinlegung am 3. Mai 1818 bis zur feierlichen Einweihung am 3. August 1823 entstand nach Plänen von Schinkel, unter Bauleitung von Sachs, eine evangelische Kirche in Mewe. Er wurde bei weiteren Kirchenbauten in Stuhm und Marienwerder von evangelischen Geistlichen antisemitisch diskriminiert, warum er als Jude hier baue. Er setzte die Schinkelschen Entwürfe trotz aller Widrigkeiten um. Dabei gab es große Schwierigkeiten, da die Bauzeichnungen von Schinkel von Sachs’ Vorgesetztem, dem Regierungs- und Baurat Balkow (1816–1825 Baurat in Marienwerder), teils nicht verstanden oder fehlinterpretiert wurden. 1819 eröffnete Salomo Sachs eine Baugewerkschule in Marienwerder, die noch 15 Jahre bis 1834 bestand. Er übernahm die Leitung und bot kostenlosen Unterricht an.

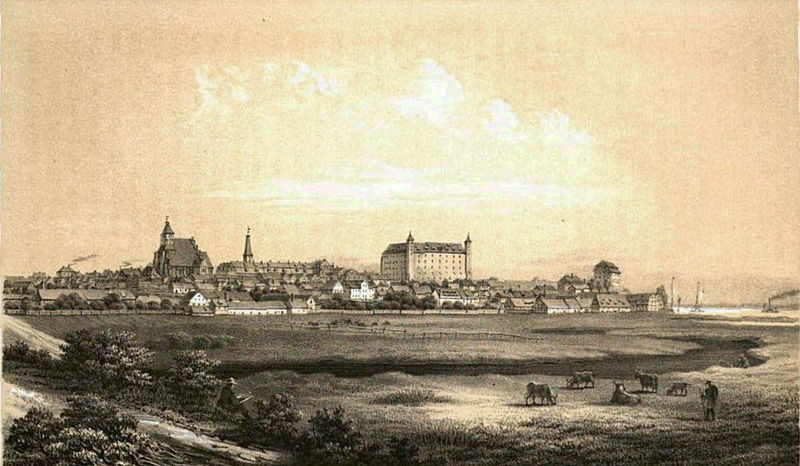
Mewe an der Weichsel um die Mitte des 19. Jahrhunderts – mit der evangelischen Kirche in der Mitte
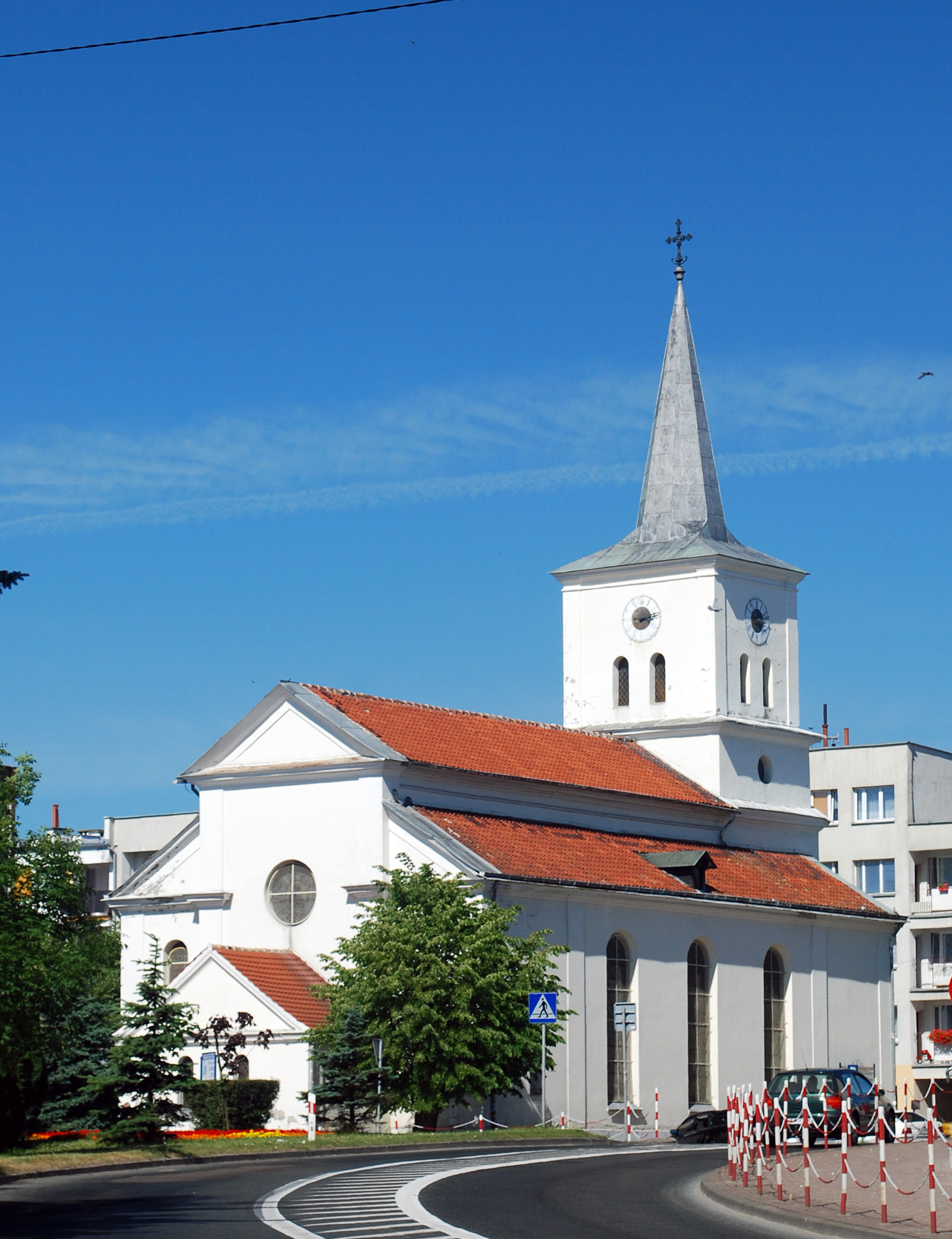
Ehemalige evangelische Kirche von Stuhm – heute Sztum.
Marienwerder um die Mitte des 19. Jahrhunderts – mit der evangelischen Kirche auf der re. Seite.
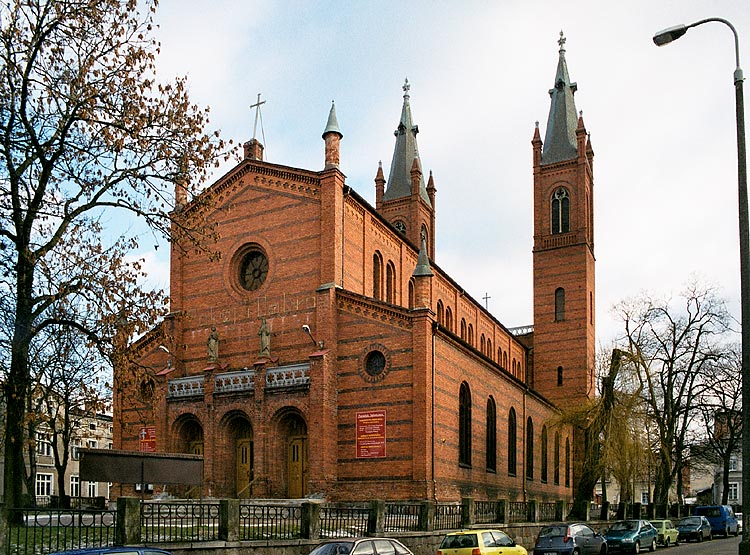
Dreifaltigkeits- und Mariä-Himmelfahrt-Kirche in Kwidzyn (Marienwerder)

## Rückversetzung nach Potsdam und der vierte Baubezirk

Karte des Regierungsbezirks Potsdam 1905

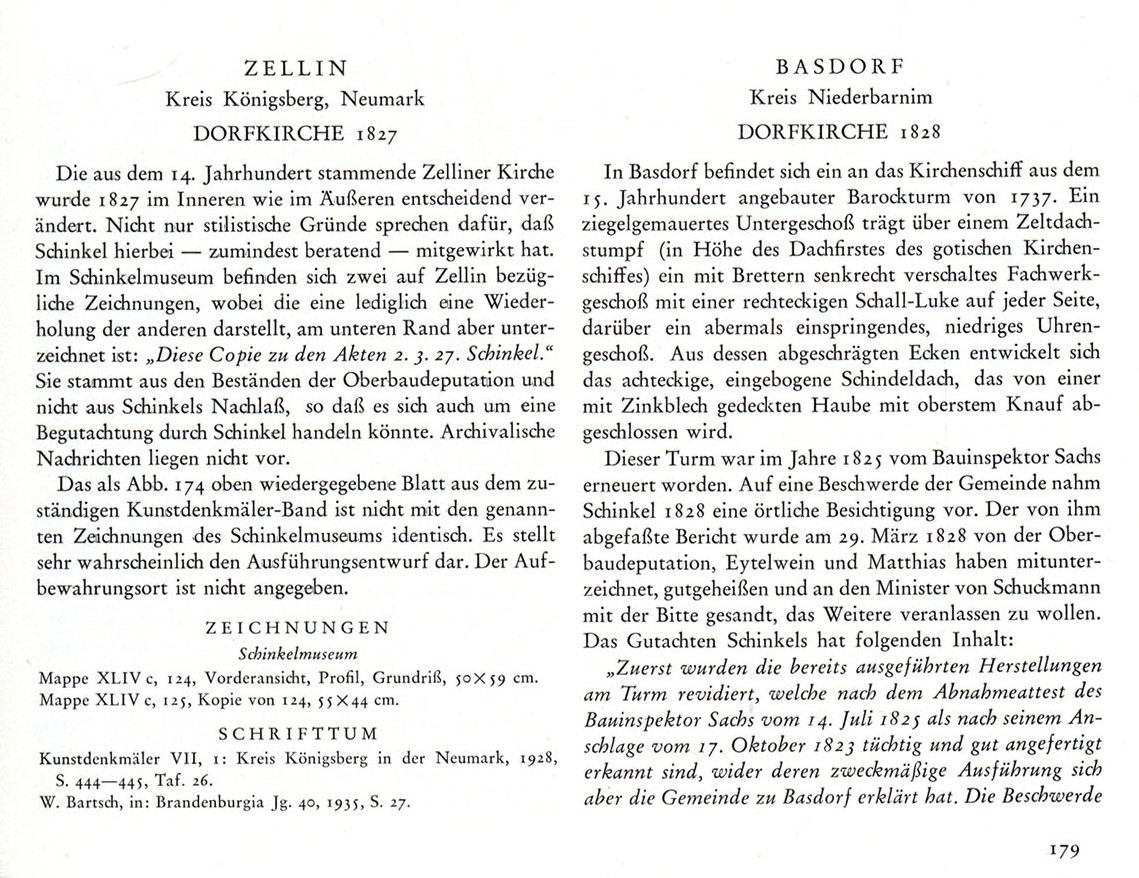
Auszug aus Lebenswerk Karl Friedrich Schinkel Dorfkirche Basdorf

1820 bis 1830 wurde er wieder, unter seiner Qualifikation, als Cameral-Baumeister, im vierten Baubezirk des Königlichen Regierungsbezirks Potsdam, eingesetzt und war Mitarbeiter von Karl Friedrich Schinkel. Landbaumeister, Cameral Baumeister oder Kameral Baumeister, waren für die Planung, Gutachten, Bau- und Reparaturen und Kontrolle der gesamten öffentlichen Bauten verantwortlich, die sich in staatlicher Hand befanden oder durch öffentliche Funktionen, z. B. wie Kirchen, unterhalten wurden. 

### Der vierte Baubezirk
Sachs Arbeitsbereich umfasste Teile vom Nieder-Barnim, Ost-Havelland und dem Landkreis Teltow. Die Städte Köpenick, Charlottenburg, Spandau, Teltow und Oranienburg. Die Ämter Köpenick, Mühlenbeck, Oranienburg, Mühlenhoff, Rüdersdorf, Nieder-Schönhausen und Spandau, mit Ausschluss der Dörfer Linde, Marwitz, Groß-Mutz, Pausin und Rüthenick, die vom Bauinspektor Herrmann aus Zehdenick (siebenter Baubezirk) betreut wurden. In Vorflut-Angelegenheiten, die kleinen Fließe zwischen Havel und Spree, innerhalb seines obigen Bezirks.
Ab 8. Dezember 1820 berief man Sachs in die Prüfungskommission für Bauhandwerker, sein Zuständigkeitsbereich war hier der Bezirk Spandau. Zu dieser Zeit wohnte er in der Spandauer Straße Nr. 49 (Lage) im Zentrum Berlins. Für die Umzäunung des Denkmals für Joachim Friedrich Kurfürst von Brandenburg in der Köllnische Heide wird Sachs am 26. Juni 1821 von der Regierung in Potsdam beauftragt einen Kostenvoranschlag für ein Gitter auszuarbeiten, da Bauinspektor Johann Albert Eytelwein für diesen Auftrag verhindert war. Salomos erste Anschlag eines Eisengitters für 322 Talern 12 Silbergroschen 11 Pfennigen wurde aus Kostengründen abgelehnt. Sein zweiter Anschlag für ein Holzgitter für 66 Talern 26 Silbergroschen 5 Pfennigen fand die Zustimmung am 28. September 1822 und kam zur Ausführung. Das Denkmal bestand 23 Jahre, bis Friedrich Wilhelm IV. den Befehl für den Bau eines neuen Monuments gab. Am 3. Dezember 1824 wurde eine Kunststraße vom Prenzlauer Tor bis Heinersdorf bewilligt, es ist die heutige Prenzlauer Allee. Sachs hatte hier alle Vorarbeit wie Vermessung, Entwurf, Situationsplan und Kostenplanung geleistet. Er brachte die vornehmsten Anlieger zusammen, die ihm finanziell die benötigten Arbeiten ermöglichten. Aus dieser Gruppe bildete sich eine Aktiengesellschaft, die das Vorhaben mit Hilfe der Regierung in die Tat umsetzte. 1825 begann Sachs die Planung für den Neubau des Fasanenmeisterhauses im Tiergarten in seiner verbesserten Lehmbauweise. Den Auftrag gab der königliche Oberjägermeister Friedrich Detlev Graf von Moltke (1750–1825). Nach einem für Sachs vernichtenden Gutachten, ausgestellt von Friedrich Schinkel und Johann Carl Ludwig Schmid, über seine Pisé-Bauten konnte er sein Werk nicht ausführen. Schinkel bekam vom Oberbaudeputat den Auftrag, das Haus in klassischer Backstein-Bauweise auszuführen.
Die Animositäten der Mitglieder der Oberbaudeputation gegen Salomo Sachs nahmen weiter zu.
Nachdem Sachs mit seiner Planung zum neuen Wohnhaus des Fasanenjägers vom Oberbaudepartement abgeschmettert wurde, bekam er den Auftrag von Fürst Wittgenstein, seine Zeichnungen und Kostenrechnung, zum Vergleich mit den Schinkelschen Entwürfen, zu übergeben. Nach der Übergabe blieben seine Ausarbeitungen trotz Rückforderungen für immer verschwunden und für seine Auslagen wurde Sachs erst 17 Jahre später entlohnt. Trotz dieser Rückschläge und Unterstellungen arbeitete er weiter an seiner Reputation. 1829 wurde er von den Söhnen von Otto von Voß nach Birkholz bei Bernau beauftragt, einen neuen Kirchturm zu entwerfen und neu zu errichten. Gleichfalls wurden Carl Justus Heckmann für die Dachdeckung und Carl August Mencke für die Turmkreuzvergoldung mit in die Bautätigkeit berufen.
1829–1830 zog sich Sachs immer mehr die Abneigung der königlichen Regierung und seiner Vorgesetzten zu. Er hatte vom Militär, das von seiner kostensparenden Lehmbauweise überzeugt war, den Auftrag für einen Kavallerie-Pferdestall in Charlottenburg erhalten. Auf Wunsch der Militärführung sollte der Bau sehr schnell erfolgen und unter seiner alleinigen Führung ohne Beteiligung der königlichen Regierung. Hier kam es zu weiteren Spannungen gegenüber seinen Vorgesetzten, da der Entwurf in Ziegelsteinausführung schon vorlag.

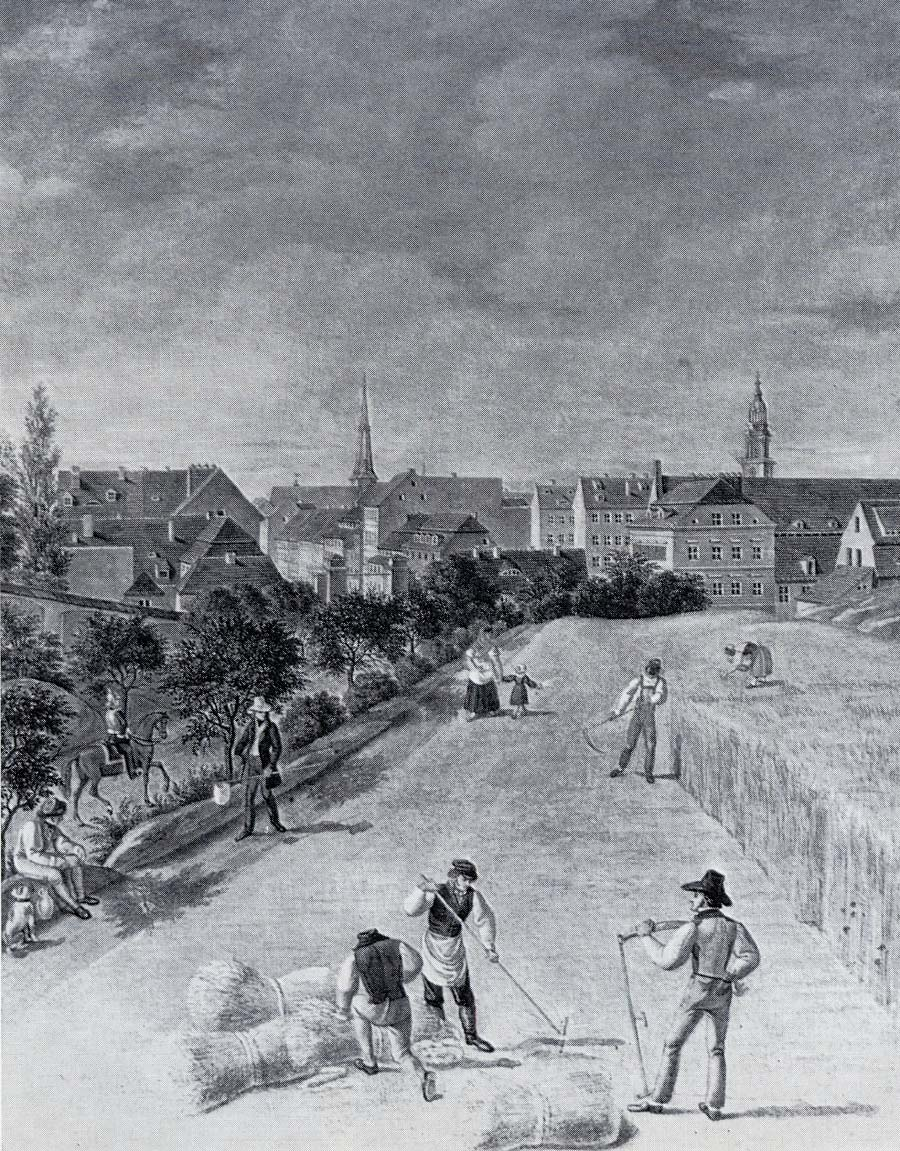
Prenzlauer Tor im Jahre 1847
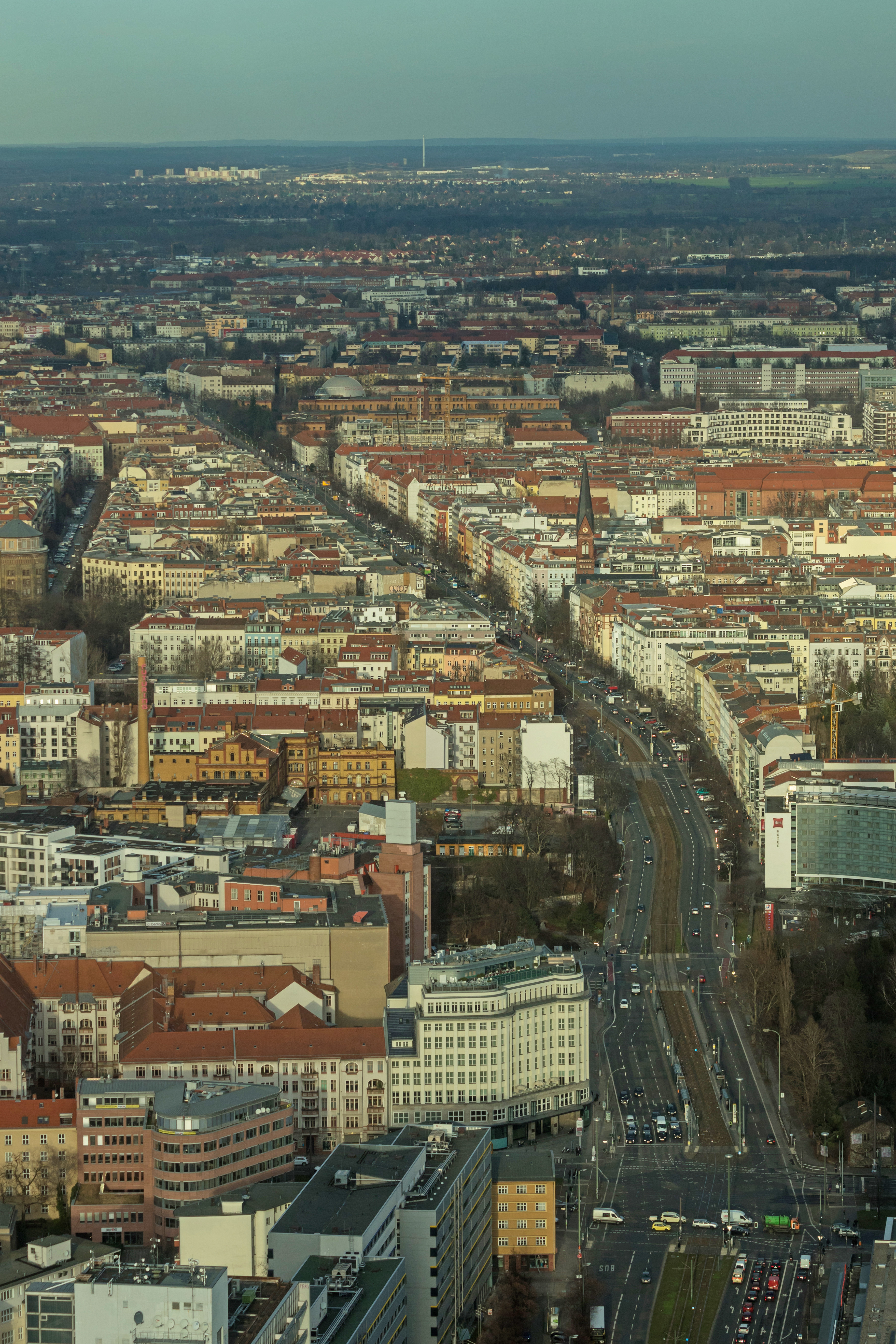
Blick auf die Prenzlauer Allee vom Berliner Fernsehturm
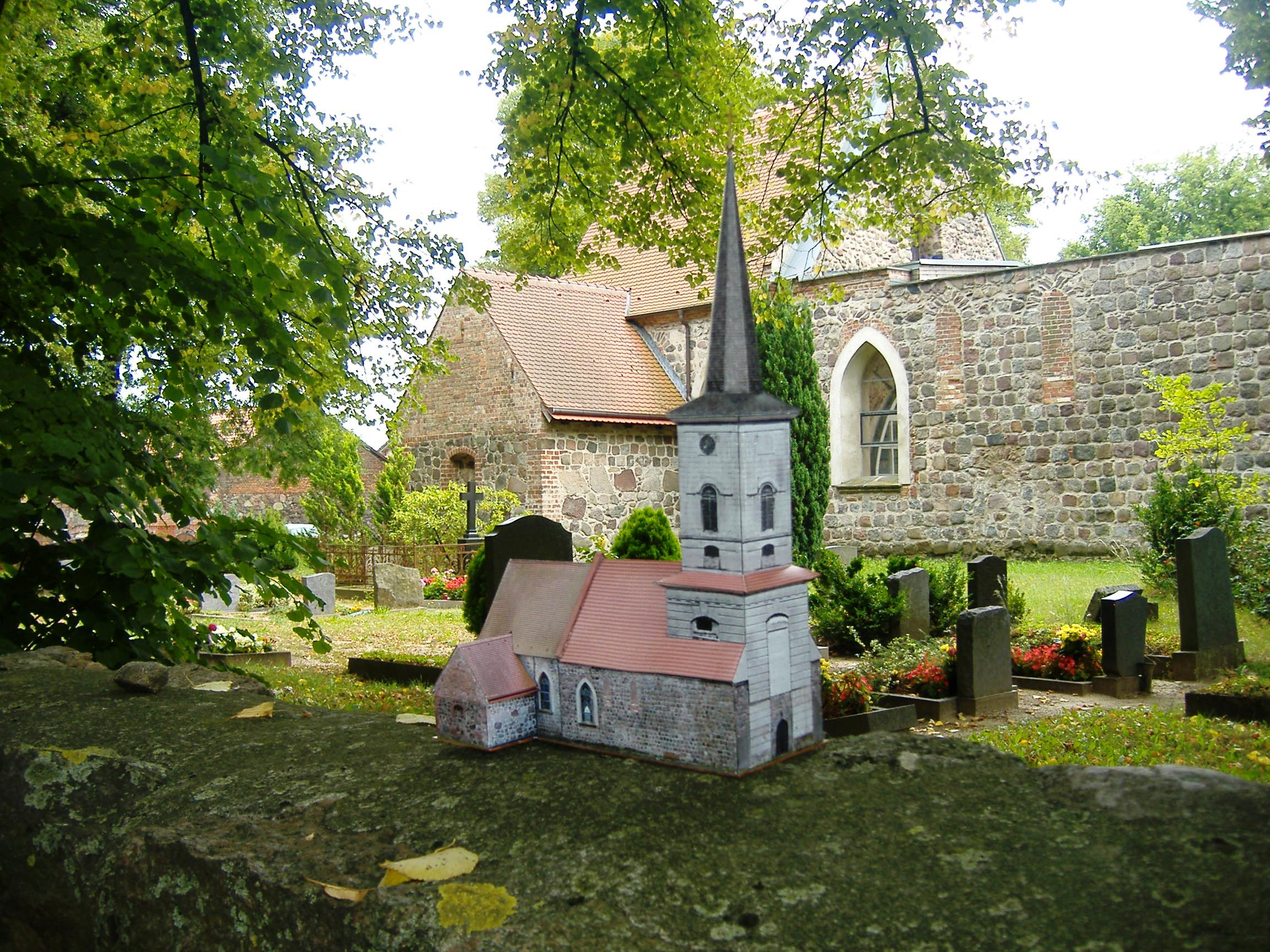
Dorfkirche Birkholz (Bernau) Modell 1:100 mit Turm
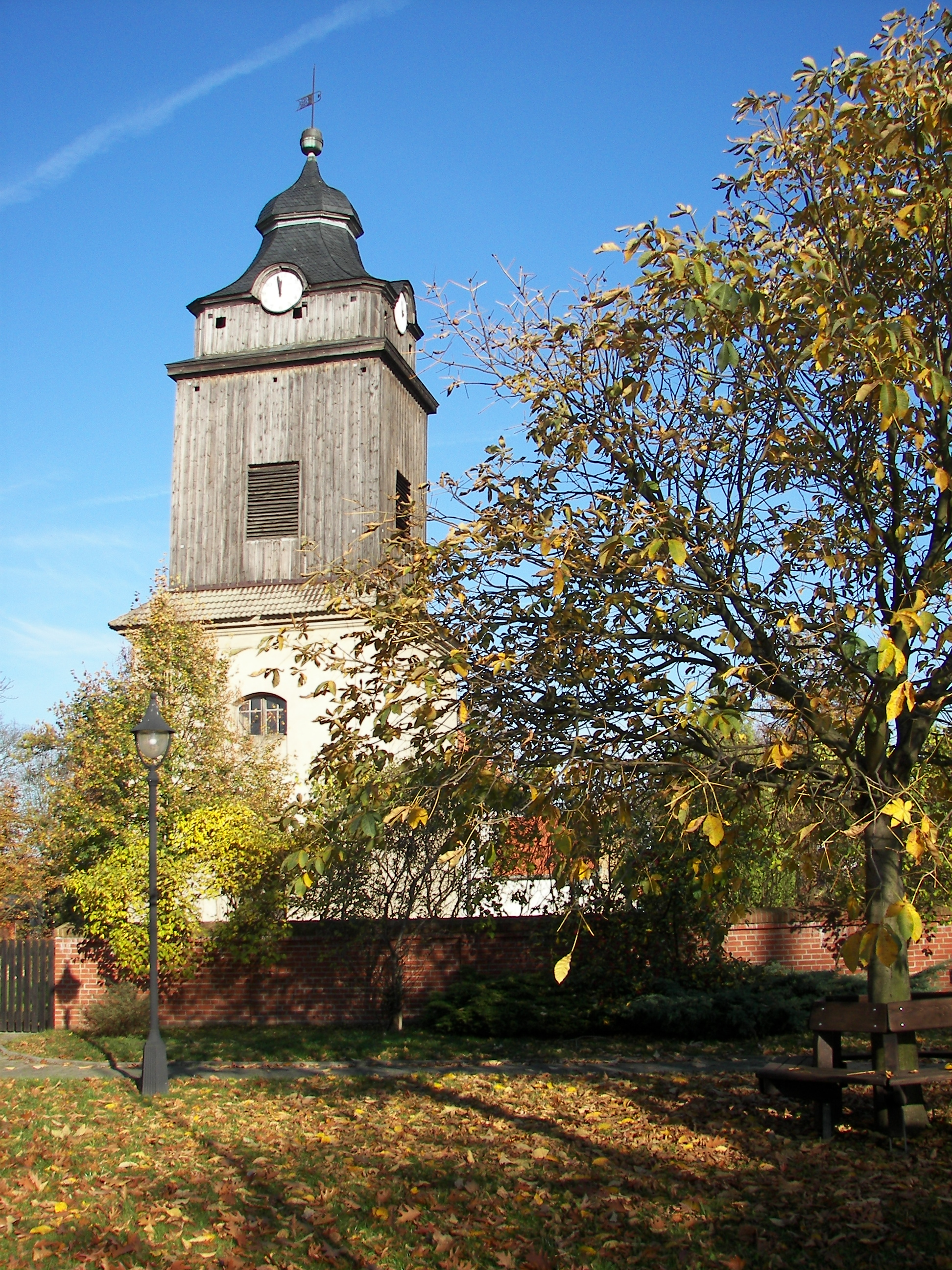
Dorfkirche Basdorf

## Unfreiwillige Pensionierung
Mit der unfreiwilligen Pensionierung 1830 endete die Dienstlaufbahn von Salomo Sachs im preußischen Staatsdienst. Im Juni brachte er noch einmal seinen ungebrochenen Arbeitseifer, mit einem Entwurf für ein Denkmal für Friedrich II. zum Ausdruck. Hierfür wurde er von seinen Vorgesetzten belobigt.
Von da ab widmete er sich seinem literarischen Schaffen, der Wiederherstellung seines Rufes und der Gültigkeit seines verbesserten Pisé-Baus (durch Gutachten).

### Die Erfindung einer neuen Dacheindeckung mit Dachpappe

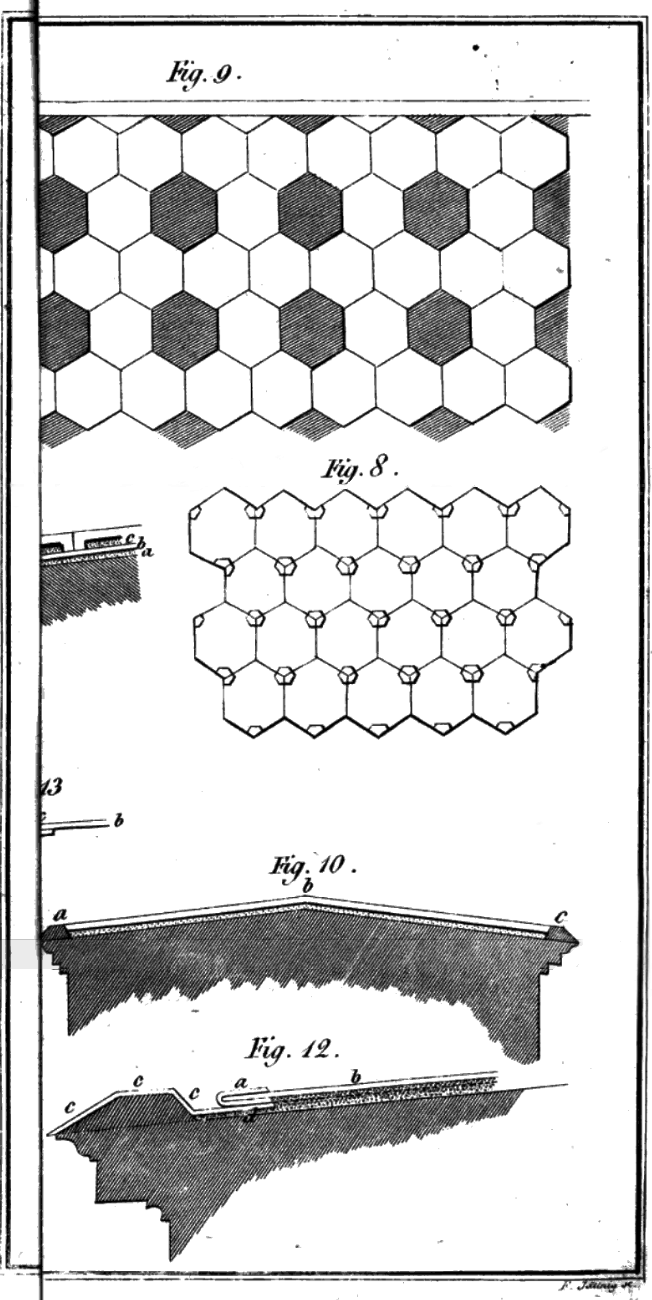
Verlegetechnik für Dachpappe Schindeln (b) unter sechseckigen Fliesen (c) Fig. 8

Am 25. November 1835 legte der Königliche Hof-Zinngießer-Meister Carl Friedrich Michaut (1799–1877) den Grundstein für den Neubau des Hauses seines Vaters Johann Friedrich Michaut (1758–1834) und Großvaters Jeremie Michaut (1719–1793) An der Schleuse 13 in Berlin, dass wegen Baufälligkeit komplett abtragen werden musste. Es lag auf dem Friedrichswerder, gegenüber von Schinkels Bauakademie. Hier konnte Salomo Sachs mit der Erfindung seiner neuen Dacheindeckung Herrn Michaut aus einer misslichen Lage befreien, denn das von Dorn erfundene Lehmdach des neu bezogenen Hauses war undicht.
Weitere Häuser die nach Sachs Erfindung eingedeckt wurden,
- das Haus des Apothekers Blell, Neuer Markt 14.,
- Wohnhaus des Zimmermeisters Caspar, Karlstraße Nr. 21
- und auf einer der drei Pavillons des neu errichteten Wohnhauses der ansässigen Kaufmannschaft, an der Herkulesbrücke.[62]

Mit seinen angewandten Versuchen der Dachdeckung mit Papier, Pech und Teer wurde Salomo Sachs zum Erfinder der Dachpappe und beschrieb in seiner Abhandlung, Anweisung zur Anfertigung einer neuen völlig feuerfesten und absolut wasserdichten Dachdeckung für ganz flache Dächer (Altane), die Herstellung, Handhabung und Vorteile gegenüber den Lehmdächern von Dorn. Im war bekannt das Arvid Faxe (1733–1793) aus Karlskrona die Dachpappe schon 1785 erfunden hatte, aber schrieb in seinem Werk, dass sich die Steinpappe von Faxe sich nicht durchgesetzt hatte. Einige Jahre später im Jahr 1841 wird die Methode vom Neustrelitzer Architekten Friedrich Wilhelm Buttel, auch Mitarbeiter von Schinkel, wieder aufgegriffen und verfeinert. Dies veröffentlichte Buttler in seinem Werk Praktische Erfahrungen über Dornsche Dächer nebst ausführlicher Beschreibung, Kostenberechnung und Zeichnung solcher Constructionen, welche denselben größere Dauer und Dichtigkeit geben, und einem Anhange über die flachen Dächer bei ökonomischen Gebäuden.

### Sein 50-jähriges Amtsjubiläum und 70. Geburtstag

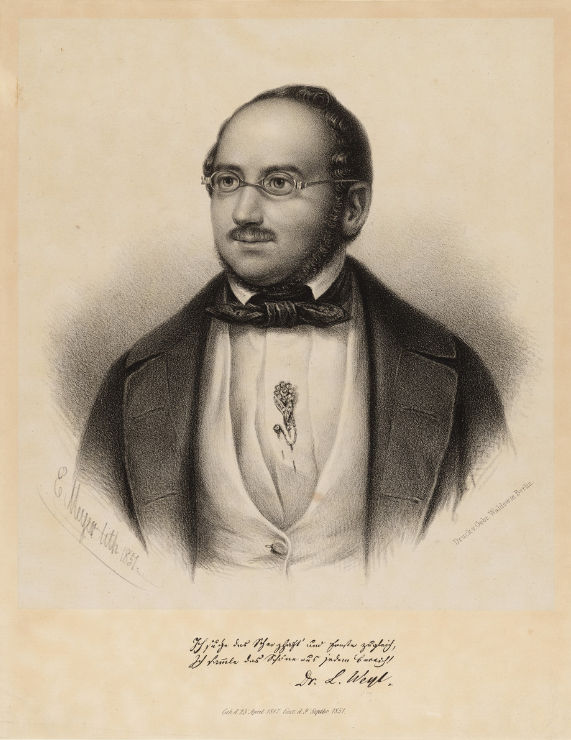
Porträt Louis Weyl (23. April 1815 – 9. September 1851). Brustbild von vorn, Kopf nach links gewandt, vor angedeutetem Hintergrund. Unter dem Bild faksimilierter Autograph und Lebensdaten: „Ich suche das Scherzhaft’ und Ernste zugleich, Ich sammle das Schöne aus jedem Bereich! Dr. L. Weyl.“

In Würdigung seines 50-jährigen Amtsjubiläum versammelten sich am 9. Dezember 1842 Gelehrte, Architekten, Kaufleute, Schriftsteller und Freunde in einem Tageslokal in Berlin zu einem gemeinsamen Mittagessen. Den Raum hatte der königliche Landschafts- und Theaterdekorationsmaler Johann Karl Jakob Gerst (1792–1854) mit dem Porträt von Sachs unter Blumenfestons gestaltet. Ein Teil der Tischdekoration hatte die Form des Schiefen Turms von Pisa, mit der Inschrieft „Sachs unzerstörbarer Pisébau“. Zu den Tischrednern und bekannten Gästen gehörten Gemeindevorsteher Joseph Lehmann Redakteur des Magazins für die Literatur des Auslandes, Dr. Löwe als Veranstalter des Festes, sein Freund Friedrich Wilhelm Lüdersdorff der Sachs bei seinen damaligen Bemühungen um die Anerkennung des Lehmbaus unterstützte und Prof. Wilhelm Stier. Stier war 1816 als Eleve der Bauakademie durch Salomo ausgebildet worden und sie waren sich freundschaftlich verbunden. Als ein weiterer Redner sprach der Schriftsteller, Philosoph, Buchhändler und Humorist Louis Weyl (* 23. April 1815; † 9. September 1851). Mit seinem humorvollen Vortrag über die Künste, insbesondere der Baukunst und einem Tischlied, begeisterte er die Gesellschaft. Eine Strophe lautete:

„Die Glaubenstreue ist der schönste Orden, der Dich nur zieren kann, Du wärst leicht Höheres ohne sie geworden, Fürwahr kein bessrer Mann!.“

Die folgenden poetischen Gedanken hatte der Jubilar an dem Tage niedergeschrieben, als gemeldet wurde, dass ihm eine Feier zu seinem Dienstjubiläum bereitet werde.
An das Leben,

Wir wohnen auf der Erde hier

     Nicht in einem Jammerthal.

     Das Leben, Brüder, glaubt es mir!

     Gab ein Gott uns nicht zur Qual.

Mir ist es in Freuden nur verflossen,

Ich kann es sagen, ich hab’s genossen.

     Das Wissen, welch’ ein hohes Gut!

     Doch es ist das Höchste nicht.

     Der Gott in Dir es auch nicht thut,

     Fehlt es an des Wissens Licht.

Doch wenn Du Dir beides hast errungen

Dann ist es erst gut, dann ist’s gelungen.

     Sei Du ein Jude, sei ein Christ,

     Der Glaube, der fördert nicht.

     Nicht was Du glaubst, nur was Du bist,

     Stellt Dich in das rechte Licht.

Das Feuer von Gott muß zünden und blitzen,

Glaub’ nicht an ihn, Du musst ihn besitzen.

     Und hat er gezündet der Blitz,

     Ist aufgeklärt der Verstand.

     Was kümmert mich menschlicher Witz?

     Der Gott aus menschlicher Hand?

Der Glaube mit der Vernunft im Streite,

Das nur war’s, was die Gottheit entweih’te.

      So habe ich das Leben erkannt

      Und seinen veborg’nen Sinn.

      Seit ich mich der Kindheit entwand

      Floh’n mir die Zweifel dahin.
Und nun, als ob Jugend mir erglühte

Erscheint’s Leben mir in voller Blüthe.

      Ja, mir blieb es erfrischend grün

      Das Leben, so reich an Glück,

      Ja, ich sehe es zwiefach blüh’n

      Und die Jugend kehrt zurück.

Es mag der Staub verwehen und versinken,

Eine neue Erde seh’ ich blinken.

      Der trübe Blick, er hellt sich auf

      Wie so leise weht der Wind.

      Wer naht sich mir im vollen Lauf?

      Ist’s mein Weib? Ist es mein Kind?

Sind gefallen die irdischen Schranken?

Kann o Gott! ich fassen den Gedanken?

      Das leben ist so herrlich groß,

      Doch der Tod nicht minder schön.

      Hoch beglückt ist des Menschen Loos,

      Sein Weilen auf heitern Höh’n.

Die Gläser Brüder, lasst uns erheben,

Es leb’ der Tod! Es lebe das Leben!

      So viele Freunde um mich sehn,

      Wie entzückt es mich so sehr!

      Auf Erden nicht allein zu stehn,

      Das ist Ruhm für mich und Ehr’

Gelungen ist mein Thun und mein Treiben,

Ich bin bereit zu gehen und zu bleiben.

     So lang’ ich bleibe sei mein Dank

     Euch für soviel Lieb’ geweih’t,

     So frisch, wie dieses Glases Klang,

Euch mag ein Gott aufgehn und erscheinen

Und Eu’r Alter gleich dem Meinen.
Gedicht vorgetragen von Sachs auf seiner für ihn ausgerichteten Feier.
Das Fest wurde in der Preußischen Staatszeitung, der Vossischen, der Spenerschen Zeitung und der Allgemeine Zeitung des Judenthums kommentiert.
Auszug aus dem Vorwort der Festschrift Die 50jährige Amts-Jubel-Feier des Königlichen Regierungsinspektor Herrn S.Sachs Berlin, am 9. Dezember 1842 zur Erinnerung für die Theilnehmer des Festes Gedruckt von F. Weidle in Berlin:

„Die Eigentümlichkeit dieses Festes verdient es wohl, dass es durch folgende Nachklänge der Vergessenheit entrissen werde. Die Festordner sind überzeugt, dass gegenwärtige Schrift allen Gästen, die an dem Feste Theil genommen, eine willkommenen Gabe sein wird, indem sie im Leben nicht gerade gar zu oft vorkommen. Es war rührend, den Jubilar eintreten zu sehen, den einsam dastehenden Greis, dem seit Jahren Freunde und Gönner abgestorben sind, und dessen eigenes Haus verwaist ist. Durch seine Autographie, die er unlängst veröffentlicht, und deren Inhalt, obgleich mit männlichem Freimuth verfasst, bis jetzt noch Niemand zu widerlegen gewagt, hat er dargethan, welches thatkräftige Leben er geführt, und welche ersprießliche Dienste er dem Staat geleistet. Dennoch hatte der Staat seinen heutigen Ehrentag, einen so seltenen, und von dem ihm Anzeige gemacht worden, völlig desavouirt (nicht anerkannt), während sein College, der vor 50 Jahren zur selben Stunde gemeinschaftlich mit ihm den Amtseid leistete, von Staats wegen an diesem Tag reichlich bedacht worden. Mit diesen betrübenden Umständen im schroffen Contrast erschien der Veteran in voller Lebensfrische.“

Auszug aus dem Tost,
des Professors an der königlichen allgemeinen Bau-Schule, Herrn Wilhelm Stier, auf den Jubilar:

„Es sind jetzt gerade 50 Jahre, als für die Künste, für die Technik in unserem Lande jener Morgen anbrach, der uns jetzt Lebenden die ersten Strahlen eines neuen Tages brachte. Für alle einzelne Fächer der Künste und der Technik erhoben sich dazumal tapfere Streiter, welche nach Fortschritt rangen und nach tieferer Kenntniß, nach höherer Ausbildung und vollkommneren Werken. Schadow und Chodowiecky, Kinder der Natur, baueten dazumal unter uns einen Altar ihrer Göttin und schmückten ihn mit schön geflochtenen Kränzen. Eytelwein, Becherer und der ältere Gilly, forschend und gelehrt, anregend und lehrend, stellten sich damals an die Spitze der vaterländischen Technik, in die Mitte des praktischen Getümmels, in die Mitte einer bestebsamen Jugend und das Land begrüßte das Dreigestirn mit Dank und Erfurcht. Langhans, Erdmannsdorf, der geniale jüngere Gilly, der treffliche Hirt und Genelly brachten dem Bauwesen die ersten Grüße aus den Hesperischen Gärten, die erste Kunde von alterthümlichen Mauern und jener Städten, die da prangen von Werken der Menschen. Genz, Simon, die beiden Riedel, Triest, strebten nach verschiedenen Richtungen und halfen. Das Geschlecht tapferer Vorkämpfer, welches unser Gedächtnis und unsere Dankbarkeit nicht soll verloren sein, wirken heilbringend auf Jüngere und ward ihnen Beispiel. Diese waren es, welche tapfer, uns alle ehrenden Thaten vollbrachten, als der unvergessliche König die Kunst und die Technik aufrief, das neue Dasein, das wir gemeinschaftlich mit ihm uns erkämpft, zu verherrlichen, zu schmücken mit Werken des Nutzens, mit Werken der Freude! Unter diesen edlen Männern gedenke ich zuerst ihres Choragen, des unvergesslichen Schinkel´s unter ihnen nenne ich den trefflichen Mann, dem heute unser Fest gilt, unsern würdigen Jubilar.“

Am 22. Dezember 1842 beging Sachs seinen siebzigsten Geburtstag.
Sachs vielfältiges literarisches Wirken setzte sich 1844 fort. Es erschienen in Berlin seine astronomischen Schriften – Achsenparallelismus und Sonnensystem, ebenda 1850, die nicht so erfolgreich waren. Hier sind aber seine zwei selbst entwickelten Anschauungsmodelle für den Unterricht zu loben, das „Diagonon“ und das „cylinderische Ellipto-Tellurium“ 1845 verfasste Salomo eine Streitschrift Ueber die Existenz des Luft- und Wasserdruckes, die gegen Friedrich Johann von Drieberg gerichtet war.

## Judenemanzipation als Anliegen für Sachs
Durch eine umstrittene Aussage vom Landtagskommissar Minister Ernst Bodelschwingh, während der Diskussion über das Preußische Judengesetz auf einer Stadtverordnetenversammlung, kam es im Nachhinein zu einer Begegnung mit Sachs.

„Es hätten Einige fälschlich behaubtet, daß hier in Berlin auch einmal ein jüdischer Bauinspektor existiert habe.“

Er fuhr zum Hotel des Ministeriums des Innern und erwartete dort den Minister, um ihm als Andenken seine Biographie mit Bild und Unterschrift zu übergeben.
Bodelschwingh bedankte sich und fragte ihn, ob er dem jüdischen Glauben treu geblieben war und eine Pension vom Staat erhalte.

„Allerdings, aber so klein, dass ich es Eure Ehrenwerte Exzellenz nicht wirklich verdenken kann, wenn Sie an meiner Existenz gezweifelt haben.“

Plan der Dorotheenstadt, 1893

Am 25. Juli 1848 tagte die sich konstituierende Preußische Nationalversammlung auf ihrer 32. Sitzung in den Räumen der Sing-Akademie zu Berlin. Im Kommissionsbericht zum Antrag der Abgeordneten Graf Eduard von Reichenbach, Dr. Stein und Dr. Elsner auf Veränderung des Sitzungssaales vom 26. Mai hatte man Baurat Eduard Knoblauch beauftragt, mit verschiedenen Gebäudegutachten einen geeigneten größeren Plenarsaal zu finden oder neu zu errichten. Einen vorläufigen Bau eines neuen Hauses für die Preußischen Kammern hatte auch der unermütliche Sachs der Kommission vorgeschlagen. Sein Plan für das Haus bezog sich auf den an die Dorotheenstraße stoßenden Teil des Kastanienwäldchens am Kupfergraben. Im Jahre 1851 wohnte Sachs in der Holzmarktstraße 60, das Wohnhaus existiert heute nicht mehr, da es im Zweiten Weltkrieg zerstört wurde.
„Heute Früh entschlief sanft und schmerzlos im 83sten Jahre der Köngl. Bau-Inspektor Sachs. Die Beerdigung erfolgt vom Sterbehause Grenadierstr. 18. Mittwoch den 16., Vormitt. 9 Uhr. Dies melden seinen Freunden Berlin 14. Mai 1855 die Hinterbliebenen.“ (Zitat Vossische Zeitung Berlin 15. Mai 1855)

## 1842 Rezensionen und Meinungen zur Autobiografie
- In der Schrift Allgemeines Archiv des Judenthums:(Jedidja, neue Folge.) Zeitschrift für Religion, Kultus, Geschichte und Literatur Band 2 Herausgeber Dr. Jeremias Heinemann schreib Psychiater und Schriftsteller Moritz Fraenkel (1814–1902) (Pseudonym M. Lefrank) 1842 die erste Rezension zur Autobiografie von Salomo Sachs. Er erklärt wie Sachs die Anerkennung durch den preußischen Staat systematisch verwehrt, seine Leistungen heruntergespielt, verleugnet und wie den Juden methodisch der Staatsdienst verweigert wurde.[82][83]

„Silber erprobt der Tiegel, Gold erprobt der Ofen, des Menschen Werth bewähren die Prüfungen des Lebens“

„Das Verdienst soll zwar bescheiden seyn, seine Belohnung in sich selber finden, und nicht immer auf Anerkennung rechnen, und da, wo es sich breit macht, aufdrängt, und auf eine Anerkennung pocht, als Ostentation betrachte und verkleinert erscheint. Das ist aber nur da der Fall, wo eine Würdigung desselben vorausgesetzt und abzuwarten in Aussicht steht; wer aber im Schatten weilet, dahin die Sonne mit ihren alles belebenden Strahlen nie dringet; wer das Kreuz der Verdienste trägt, ohne daß ihn seine Orden schmücken, der darf aus der Menge schon hervortreten, und dorthin sich drängen, wo die Sonne strahlet und die Gnade leuchte, um sich durch Geräusch bemerkbar zu machen.“

- In der Zeitung Der Orient Leipzig Berichte, Studien und Kritiken für jüdische Geschichte und Literatur · Band 3

“Das rein Persönliche, wenn es in Beziehung zur Allgemeinheit steht, zieht oft schon deshalb mehr an, weil sich darin gleichsam die Verkörperung einer Idee offenbart, oder besser, weil es die Realisierung Desjenigen ist, was in der Allgemeinheit nur als Möglichkeit uns entgegentritt, und dieses mit der Lebensschilderung des Hern. S. Sachs der Fall. Die in der Theorie längst bestätigte These, dass der Jude in Preußen gewiss eben so gut als der Christ zu irgend einer Bedienstung im Staat geeignet sei, hat der Verfasser durch seinen 50jährigen Dienst, der den 9. Dezember 1842 abläuft, verkörpert, und wir empfehlen diese Schilderung eines Greises am Rande seines 70jähriges Lebens nicht bloß den Juden zum Muster, sondern auch der hohen Regierung zur Einsicht, wie auch ein Jude durch alle Schicksalsphasen des Vaterlandes, seinem Könige, seinem Vaterland treu, und diesem sein Leben, seine Kräfte opfert, und am Herbste seiner Tage über sein Dienstleben Rechnung ablegen kann, wie sich kein Staatsdiener deren zu schämen hätte.
Auch ich habe jedes Blatt in demselben mit inniger Wehmut gelesen, Wehmut wegen der vielen Anfechtungen und Leiden des Verfassers in seinem 50jährigen Dienst, die er als Jude um seines Glaubens willen zu ertragen hatte und gewiss wird auch der Leser mit mir ihm wegen seines Bestehens im Lebenskampf Glück wünschen, dass er nicht, wie so viele Herzens- und Glaubensschwache, die Religion seiner Väter um des vergänglichen Genusses willen vertauschte.”

## Familie und Geschwister
Am 21. September 1802 heiratete er in Berlin Henriette Isser aus Hamburg. Aus der Ehe ging ein Sohn hervor. Sein Sohn Albert Sachs (* 29. August 1803 in Berlin, † 11. November 1835 ebenda) wurde Arzt.
Sein Onkel war Jüdel Sachs (geboren am 10. April 1752 in Berlin, gestorben am 17. Mai 1819 ebenda), der von Beruf Gärtner war und sich als Vorreiter der Berufsumschichtung verdient machte.
Salomo Sachs hatte folgende Geschwister:
- Israel Joel Sachs (aus erster Ehe) (geboren am 25. März 1762 in Berlin; gestorben am 26. August 1848 in Berlin). Er war Pfandleiher von Beruf und wohnte in der Eyergasse 2. Bürgerrechte 1809 auf Grund der Städteordnung vom 19. November 1808
- Rahel verheiratete Liepmann (aus erster Ehe) (1764–1832)
- Hirsch Joel Sachs (geboren am 18. Oktober 1770 in Berlin; gestorben am 22. September 1824 in Berlin) war Gärtner und Eigentümer. Er wohnte Am Grünen Weg 2. Bürgerrechte am 9. August 1813
- Veile (Veilchen; Feilchen; Fanny) Sachs (geboren am 4. November 1778 in Berlin; gestorben ca. 1858) heiratete am 13. Februar 1809 Daniel Alexander Benda Berliner Publizist und Stadtrat (geboren am 22. April 1786; gestorben am 6. Januar 1870). Veile war Ehrenmutter des von Baruch Auerbach gegründeten Waisen-Erziehungs-Instituts der jüdischen Gemeinde Berlins. Nachweislich noch 1841. Folgende Kinder gingen aus der Ehe hervor (Salomo Sachs’ Nichten und ein Neffe):
  - Clara (1810–1818)
  - Esther (geboren am 16. Oktober 1813; gestorben 1877)
  - Anton Ferdinand Benda (1817–1893).
Beide konvertierten später zum Christentum, Esther Benda (später nannte sie sich Eda (Edda) Anna) erhielt noch die Taufe durch Friedrich Schleiermacher.
    - Der Sohn von Anton Ferdinand Benda war Sachs’ Großneffe Johannes Daniel Benda (1849–1927)
- Am 13. September 1781 wurde Jacob Joel Sachs in Berlin geboren. Er war Handwerker und bekam am 16. März 1810 die Konzession auf die Herstellung von Waren mit Silberplattierung. Wohnhaft in Berlin Münzstraße 24. Bürgerbrief erhalten am 12. März 1812.

Jüdische Paare, wie auch Veile und Alexander Benda, mussten Anträge zu Konzessionen zur Heirat stellen, teils auch für die Trauscheine und nach der Heirat zur Ansetzung (ansässig machen) von Kindern.
Salomos Schwiegertochter war Süsche Kinschberg (geboren am 24. Juni 1792 Berlin; gestorben am 24. November 1843 in Berlin), die Jacob Joel am 11. Juni 1812 heiratete.
Um 1831 wurde Jacob Inspektor der jüdischen Krankenverpflegungsanstalt.
Joel Jacob Sachs verstarb am 20. Dezember 1847 in Berlin.

## Bauten, Entwürfe und Gutachten

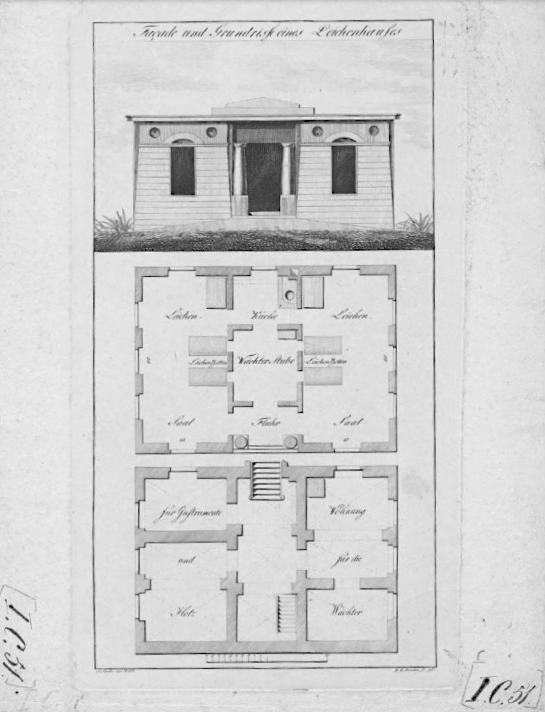
Entwurf einer Leichenhalle 1798 von Salomo Sachs

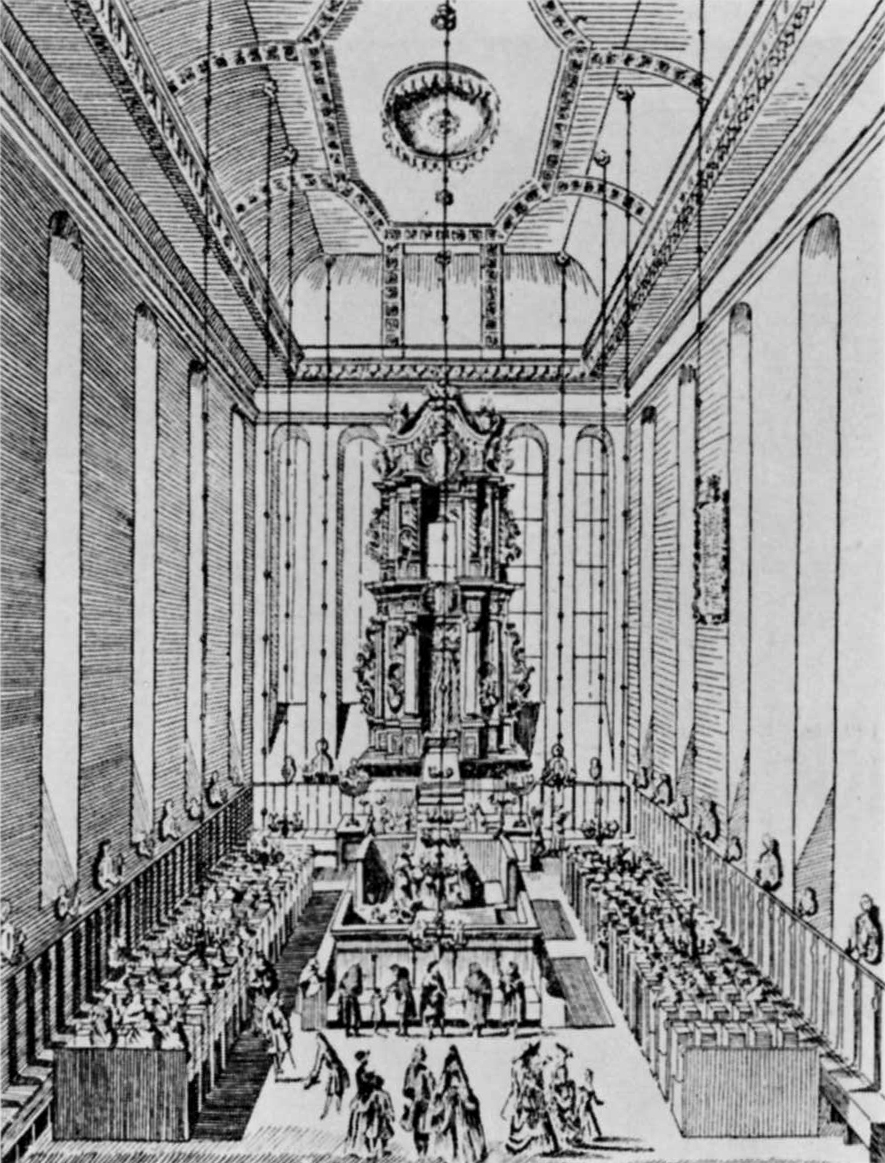
Alte Synagoge Berlin, Heidereutergasse – Inneres

- 1793: Fassadenentwürfe für die Neue Stadtvogtei in Berlin
- 1796: Wiederaufbau des abgebrannten Ephraimschen Hauses an der Spandauer Straße in Berlin-Mitte. Besitz der Familie Ephraim, hier lebten zum Beispiel Nathan Veitel Ephraim (1658–1748) und Veitel Heine Ephraim Namensgeber für das Ephraim-Palais.
- 1798: Entwurf einer Leichen- und Rettungsanstalt (nicht ausgeführt)
- 1806: Entwürfe für die Neue Wache und den Umbau der Opern- und Schlossbrücke in Berlin
- 1806 – 1807: Umbau des Wohnhauses von Kaufmann Israel Moses Henoch am Schlossplatz 13[101]
- 24. April 1810: Auftrag an Sachs der „Sektion für Kultus und öffentlichen Unterricht“ mit ihrem damaligen Leiter Wilhelm von Humboldt (20. Februar 1809 bis 23. Juni 1810) für ein Gutachten über 100 Maschinenzeichnungen, die für Unterrichtszwecke angekauft werden sollen, für Professor Johann Philipp Hoberts (geboren am 22. April 1759 in Berlin; gestorben am 6. Februar 1826 ebenda) Maschinenbauklasse und Johann Gottlieb Schlaetzers Zeichenklasse.
- 1815–1816 Bauzeichnungen für die Kuppel der Alten Synagoge in der Heidereutergasse (nach eigens von Sachs erstelltem Gutachten, für die jüdische Gemeinde, nach einem Nässeschaden der Kuppel).
- 1816: Planungen und Bau des Erbbegräbnis Möllendorff. Für den verstorbenen preußischen Generalfeldmarschall Wichard Joachim Heinrich von Moellendorff (1724–1816) im Schlosspark von Schloss Gadow in der Westprignitz (heute noch erhalten)
- 1816–1818: Bauleitung der evangelische Kirche in Stuhm (nach Entwurf von Schinkel)
- 1818–1823: Bauleitung der evangelische Kirche in Mewe (nach Entwurf von Schinkel; im Herbst 1957 abgebrochen)[102]
- 1819: Bauleitung der evangelischen Kirche in Marienwerder (Sachs stellte fest, dass die Bauzeichnungen von Schinkel abermals falsch verstanden worden waren, und meldete nach Berlin, dass er die Veranschlagung für das Projekt bis zur Klärung auf sich beruhen lassen werde. Da er keine Antwort erhielt, konnte er den Bau nicht weiter ausführen).Dreifaltigkeits- und Mariä-Himmelfahrt-Kirche in Kwidzyn (Marienwerder) nach wahrscheinlich Schinkelschem Entwurf, da die Ausführung 1819 mit zwei Türmen geplant war.
- 1820: Schulhaus in Weißensee (mit Erlaubnis der königlichen Regierung, statt des Fachwerkbaus den Lehmbau anzuwenden)
- 1821: Revision der neu erbauten Orgel (Firma Buchholz & Sohn) der Dorfkirche Schöneberg, gemeinsam mit Musikdirektor Christian Friedrich Gottlieb Wilke aus Neuruppin im Auftrag der königlichen Regierung.[103]
- 1822: Militär-Ökonomie-Gebäude auf dem Hof der Kaserne des Kaiser-Alexander-Garde-Grenadier-Regiments in Berlin (400 Fuß lang, in Lehmbauweise)
- 1823: Zweiter Auftrag des Kriegsministerium zum Bau einer 700 Fuß langen Mauer für die hiesige königlichen Pulverfabrik in kostengünstigen Pisé-Bauweise. Die Kosten und Ausführung für einen Backsteinmauer waren schon durch die Baubehörde eingereicht worden. Das Ministerium entschied sich aber zur vollen Zufriedenheit für die Stampflehm-Mauer.
- 1824: Planung einer Kunststraße vom Prenzlauer Tor bis nach Heinersdorf (heutige Prenzlauer Allee; Ausführung durch eine neu gegründete Aktiengesellschaft)
- 1825: Planung in Pisé-Bauweise für den Neubau des Fasanenmeisterhauses in der königlichen Fasanerie im Tiergarten. Den Auftrag gab der königliche Oberjägermeister Friedrich Detlef Graf von Moltke.(nicht ausgeführt)
- 1825: Erneuerung des Turms der Dorfkirche Basdorf
- 1827: Normalanschlag (Material- und Kostenrechnung) am 7. Dezember zur Bauholzrordnung der Gemeinde Zehlendorf im Amt Mühlenhof, diese wurde von der Gemeinde nach dem Gutachten von Sachs bestätigt und im Januar 1828 beschlossen.[104]
- 1829: Projektierung und Bauleitung bei der Neuerrichtung des Kirchturms in Birkholz
- 1829–1830: Planung und Ausführung eines Kavallerie-Pferdestalls in Charlottenburg, im Auftrag des hohen Militärs in Pisé-Bauweise.
- 1830 Juni Veröffentlichung eines Entwurfs für ein Monument für Friedrich den Großen.
- 1842 Gezeichnetes Selbstporträt für den Einband seiner Memorieren. Rechts: Die figürliche Darstellung der Mathematik Links: Die figürliche Darstellung der Baukunst Oberhalb: Ein Symbol der Religion. Der Stern der Hoffnung inmitten der strahlenden Ewigkeit.
- 1848 Planung eines Hauses für den Plenarsaal der Preußischen Nationalversammlung[105][106][101][107][108][109][110][111]

## Ehrungen

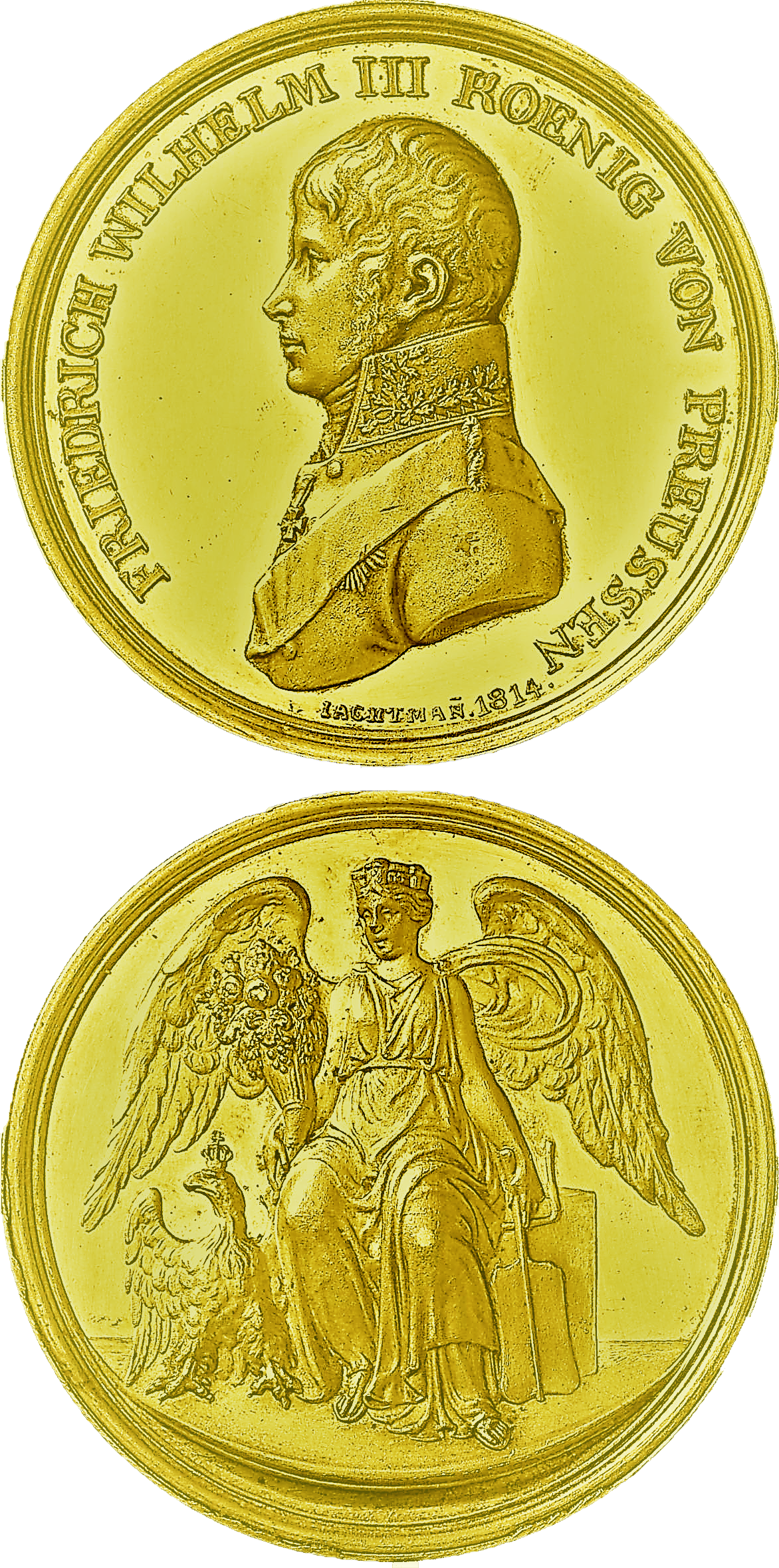
Goldene Medaille für Kunst und Wissenschaft König Friedrich Wilhelms III. (Medailleur Johann Ludwig Jachtmann,1814)

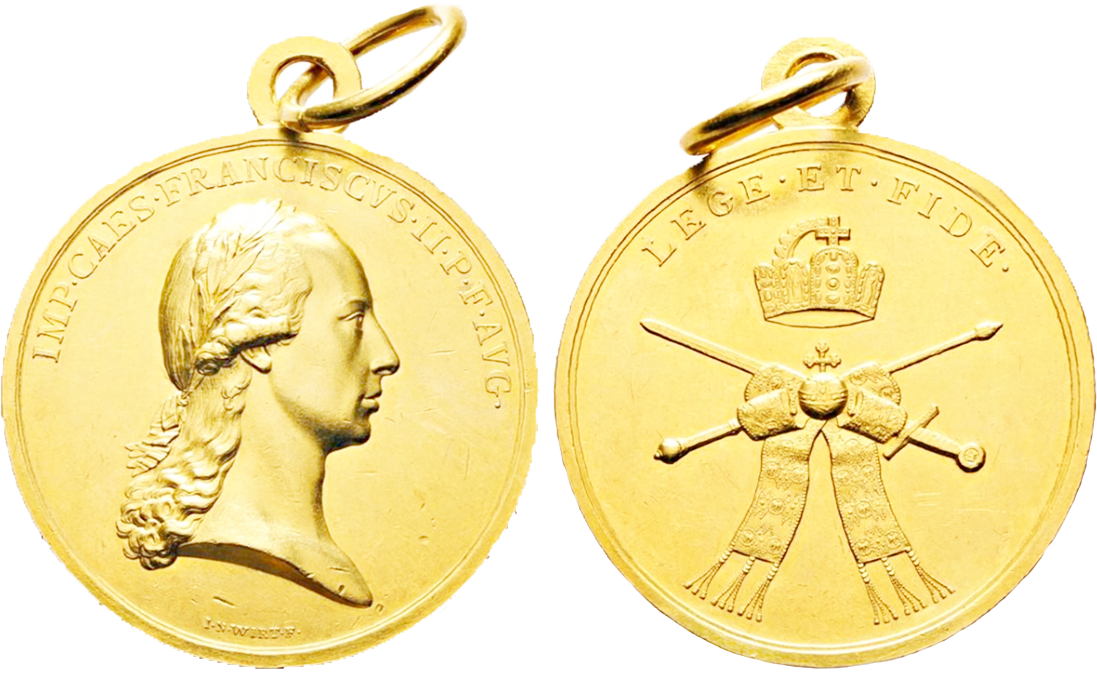
Große goldene Zivile-Ehrenmedaille vom Kaiser Franz II. (HRR) Österreich zu 24 Dukaten von Johann Nepomuk Würth

- 1796 Erste öffentliche Ehrung mit der Akademischen silbernen Preis-Medaille für die Fassadenentwürfe der Neuen Stadtvogtei.
- 1823 Gratifikation vom Kriegsministerium von 100 Talern für den Bau Militär-Ökonomie-Gebäude auf dem Hof der Kaserne des Kaiser-Alexander-Garde-Grenadier-Regiments in Berlin von 1822.
- 1824 Gratifikation vom Kriegsministerium von 100 Talern für den Bau der Pisé-Mauer bei der königlichen Pulverfabrik von 1823.
- 1831 Goldene Medaille für Kunst und Wissenschaft vom König von Preußen Friedrich Wilhelm III. für – Ueber das Bau-Recht in seinem ganzen Umfang
- 1832 Große Goldene Denkmünze vom Kaiser Franz I. (1768–1835) von Österreich für das an seine K.K. Privatbibliothek eingesandte Werk von Sachs – Ueber das Bau-Recht in seinem ganzen Umfang – Übergabe der Münze durch Graf Josef Trauttmannsdorff (1788–1870)[112]

## Erfindungen
- 1812 Mietsteuerabgabe (heutige Kommunalsteuer)
- 1817 Rechenmaschine zum multiplizieren und dividieren
- 1813 Begründer des An- und Abmeldewesens bei der Berliner Polizei (Einwohnermeldeämter)
- 1827 Patentfenster. Das Patent galt für 8 Jahre.
- 1829 Eine neue Dachkonstruktion – Feuerfest und Wasserdicht
- 1837 Die Dachpappe
- Mörtelsteine[113][114][115][116][117]

## Neu entwickelte Spiele
- Die Ankunft in Olymp, ein unterhaltendes und belehrendes Spiel: ib. 1815, 8.
- Der wahre Prophet in allen Verhältnissen des Lebens. Ein neu erfundenes Spiel: ib. 1815, 12; ib. 1827, 12. (Erläuterungen zum Spiel[118])
- Ein Tag in Berlin. Ein unterhaltsames Würfelspiel, nebst 41 Ansichten der vornehmsten Gebäude und Statuen dieser Residenz. 2. Auflage: ib. 1817, f.
- Moira oder die Reise durch’s Leben. Zur Unterhaltung in den Winterabenden: Berlin, 1817, f.
- Ein Tag in Potsdam. Ein unterhaltsames Würfelspiel, nebst einer Beschreibung und 51 Ansichten u, s. w.: ib. 1819, 8.[119]

## Sachbücher und Literarische Werke
- Versuch, algebraische Aufgaben vom 1. Grade mit 1 u. 2 unbekannten Grössen, ohne Algebra, aufzulösen: ib. 1799, 8.[120]
- Darstellung geometrischer Wahrheiten für Künstler u. s. w., überhaupt für Nichtmathematiker. Mit 4 KT. ib. 1806, 8.
- Auflösung der in Meyer Hirsch Sammlung von Beispielen, Formeln u. Aufgaben aus der Buchstabenrechnung u. Algebra enthaltend Gleichungen und Aufgaben. ib. 1810, 8.; ib. 1821, 8; verbessert: ib. 1829, 8; ib 1839, 8.; 1844[121]
- Supplement zur Auflösungen der Meyer Hirsch’schen Aufgaben u. s. w. ib. 1811, 8.
- Gemeinnütziges Rechenbuch im Zusammenhang mit arithmetischen Auflösungen der aus der Algebra entlehnten Aufgaben: ib. 1811, 8.
- Supplement und Nachweisung der Aufgaben, deren Paragraphen sich in der zweiten Auflage der Meier Hirschschen Beispielsammlung geändert haben und in den Auflösungen anzumerken sind Verlag Braunes 1812
- Ideen zur Vertheilung der Einquartierungen in einer großen Stadt. Berlin 1813. 8.
- Deutschlands bewaffnete Jugend, oder erste Grundzüge zur Errichtung einer Reichswehr zu Befestigung und Erhaltung des Weltfriedens. Berlin 1814. 8.[122][123]
- Titelblatt. In: Salomo Sachs: Allgemeiner Straßen- und Wohnungsanzeiger für die Residenzstadt Berlin, 1812.
- Neuster und vollst. Rechnender Haushalter u. Kaufmann. Halle, 1815, 8.
- Plan von Berlin, nach den neusten Veränderungen. ib. 1816; f.; ib. 1827, f.
- Neuerfundene Rechenmaschine, die bei allen vorkommenden Rechnungsarten auf eine sehr leichte und sehr einfache Weise multiplizieren und dividirt. Die Form ein Triangels auf Holz geklebt, nebst Erklärung. ib. 1817.
- Der verbesserte Pisé – Bau; ein Beitrag zur Vervollkommnung des Staatshaushalts, nebst Bemerkung über ein auf Befehl u. s. w. ausgeführtes Militär-Oekonomie-Gebäude von 400 Fuss Länge. ib. 1822, 8.
- Anleitung zur Erdbau – Kunst (Pisé – Bau); mit Anwendungen auf alle Arten von Stadt- und Landbauten, nebst einer vollständigen Lehre von der Konstruction der Tonnen-, Kappen- und Kreuzgewölben in reinem Lehm u. s. w. ib. 1825, 8. Mit 4 KT. In Fol.
- Ueber das Baurecht in seinem ganzen Umfang, oder Grundlage einer vollständigen und zeitgemässen verbesserten Bau – Ordnung. 2 Theil: 1831, 8.Vollständiger Unterricht in der Anfertigung der Baubeschläge. ib. 1827, 8.
- Sammlung von Bauanschlägen für alle Zweige der bürgerlichen Baukunst. Ein Taschenbuch für Architekten u. s. w. ib. 1828, 8.
- Beschreibung meiner Patent-Fenster. Berlin 1828. 4.
- Vorschläge zur Verbesserung der Weichseldämme, um künftige Ueberschwemmungen für die Niederungen unschädlich zu machen, zum Besten für die verunglückten Niederungsbewohner. Berlin 1829, Salomo Sachs Selbstverlag (mit 2 Auflagen im gleichen Jahr)
- Beschreibung einer neu erfundenen Dach – Construction, zu städtischen u. ländlichen Gebäuden aller Art anwendbar, welche nicht blos wasserdicht und dauerhaft, sondern auch von Aussen und Innen völlig feuerfest ist und alle Vortheile der Flächen mit Metall gedeckten Dächer gewährt, ohne kostbarer als die gewöhnliche Stroh – Bedachung. ib. 1829, 8.
- Der wohlfeile Bauherr. Ein Handbuch für Hausbesitzer und alle die es werden wollen, oder vollständige auf Praxis begründete Belehrung über Alles, was bei dem Kauf städtischer und ländlicher Grundstücke u. s. w. wahrzunehmen ist u. s. w. ib. 1832, 4.
- Kurzer Abriss der theoretischen u. praktischen Arithmetik. Als Leitfaden für die Lehrer und als Anhalt für Schüler. ib. 1833, 8.
- Kurzer Abriss der reinen u, prakt. Geometrie u. s. w. ib. 1833, 8.
- Allgemeiner Bau-Tarif oder genaue Angaben der Preise aller Bauarbeiten Und Materialien, welche sowohl bei Neubauten als Reparaturen am gewöhnlichsten vorkommen. In Beziehung auf Verf.`s Baurecht etc. ib. 1833, 4.
- Elementar-Unterricht in der reinen und angewandten Mathematik, so wie in den damit in Beziehung stehenden Wissenschaften. Schüppel, Berlin 1833, urn:nbn:de:gbv:9-g-4882985 (3 Lehrbücher in der Digitalen Bibliothek Mecklenburg-Vorpommern).
- Kurzer Abriss der angewandten Mathematik etc. ib. 1835, 8.
- Die Schieferdeckkunst in ihrem ganzen Umfang, praktisch dargestellt. Mit 12 Kupfertaf. ib 1836, 8.
- Anweisung zur Anfertigung einer neuen, völlig feuerfesten uns absolut wasserdichten Dachdeckung für ganze Dächer (Altane), mittels eigens dazu erfundenen Harzplatten u.s.w. ib 1837, 8.
- Unterhaltende Verstandesübungen aus dem Gebiet der mathematischen Analyse. Schulmänner, Eltern und Erzieher gewidmet. 1. Klasse. Für Kinder von 6 bis 10 Jahre: ib 1836, 12; zweite Klasse. Für Kinder von 10–12 Jahren: ib. 1836, 12; dritte Klasse. Für Kinder von 12–14 Jahre; ib. 1836, 12; vierte Klasse. Für Schüler über 14 Jahre: ib. 1836, 12; fünfte Klasse. Für Schüler über 16 Jahre: ib. 1837; 12.
- Special – Bau – Reglement für die Stadt Berlin. Mit Erläuterungen. Nebst einem Anhang, welcher die im Allg. Landrecht zerstreut befindlichen Bau – Gesetze enthält: 1838, 8.
- Der Lehmbau durchaus verbessert und bewährt durch zwanzigjährige praktische Erfahrung nebst der doppelten Harzplattendekung wie solche sich neuerdings als die wohlfeilste, dauerhafteste und zweckmäßigste Methode zur Deckung flacher Dächer herausgestellt hat. Ein praktisches Handbuch für Jeden, der sowohl auf dem Lande, als auch in der Stadt mit überaus geringen Kosten stattliche, trockene und feuerfeste Gebäude zu bauen wünscht. Mit einer Kupfertafel. Albert Förstner, Berlin 1841.[124]
- Salomo Sachs Autobiografie Cover + gesamtes Werk (103 Seiten) eine Jewish Cultural Reconstruction Bibliothek der Jüdischen Gemeinde Berlin (hebräisch ספריית הקהילה היהודית ברלין) Mein fünfzigjähriges Dienstleben und literarischen Wirken Ein Beitrag zur tatsächlichen Beleuchtung der Frage „Sind Juden zum Staatsdienst geeignet“ von S.Sachs Königl.Regierungs=Bau=Inspektor in Berlin Mit dem Portrait des Verfassers (Zum Besten der Berliner Armen) Berlin, 1842 Im Selbstverlag des Verfassers (Alexanderstraße Nr. 55) gedruckt bei F. Weidle; abgerufen am 26. März 2020
  - Salomo Sachs Autobiografie Mein fünfzigjähriges Dienstleben und literarischen Wirken "Ich büße für meinen Glauben" Berlin 1842. / als Nachdruck: Hentrich & Hentrich, Berlin 2005, ISBN 3-933471-04-4. (Verlagsanzeige).
- Anweisung zur Berechnung und Anfertigung der Bau-Anschläge für Baubeamte, Bauhandwerker, Architekten und Hausbesitzer
  - Heft 1: Berechnung des Arbeitslohns und der Materialien bei den in der Baukunst vorkommenden Arbeiten des Maurer;[125]
  - Heft 2: des Steinmetzes, Bildbauers, Stuckateurs, Bronzeurs, Vergolders;[126]
  - Heft 3: des Zimmermanns;[127]
  - Heft 4: des Tischlers, Schlossers, Schmiedes, Nagelschmiedes, Drahtflechters, Glasers, Anstreichers, Lackierers, Tapezierers;[128]
  - Heft 5: des Gelb- und Glockengießers, Spritzen- und Feuerlöschgerätemachers, Böttchers;[129]
  - Heft 6: des Töpfers, Lehmers, Stakers und Deckers flacher Dächer in Lehm;[130]
  - Heft 7: des Brunnenmachers, Dammsetzers, Drechslers, Seilers;[131]
  - Heft 8: des Klempners, Kupferschmiedes, Schieferdeckers, Stroh- und Rohrdeckers, Spließ-, Schindel- und Spohndeckers. Mit 45 Kupfertafeln, Verlag der Schlesinger’sche Buch- und Musikhandlung Unter den Linden No. 34, mit Bezug auf Werke von Trist, Gilly und Wolfram Berlin 1843.[132][133]
- Diagonon, eine Maschine zur versinnlichten Anschauung der sphärisch-astronomischen Kreise und Winkel, wie solche in Folge der täglichen Axendrehung der Erde am Himmel gedacht werden. Verlag Schropp, Berlin 1844
- Ueber die Existenz des Luft- und Wasserdrucks in Beziehung zu den dagegen gemachten Entwürfen des Herrn Baron von Drieberg. Ein Beitrag zur neuen Physik. Berlin 1845 Verlag von Julius Springer
- Grundriss von Berlin Verlag Schlesinger, Berlin 1847.[134]
- Das Sonnen-System, oder neue Theorie vom Bau der Welten. Schlesinger, Berlin 1850.
- Der Glaube meiner Väter. ib 1851, 8.[135]